# 知立市
知立市（ちりゅうし）は、愛知県の中部に位置する市。西三河地方に属する。

## 概要

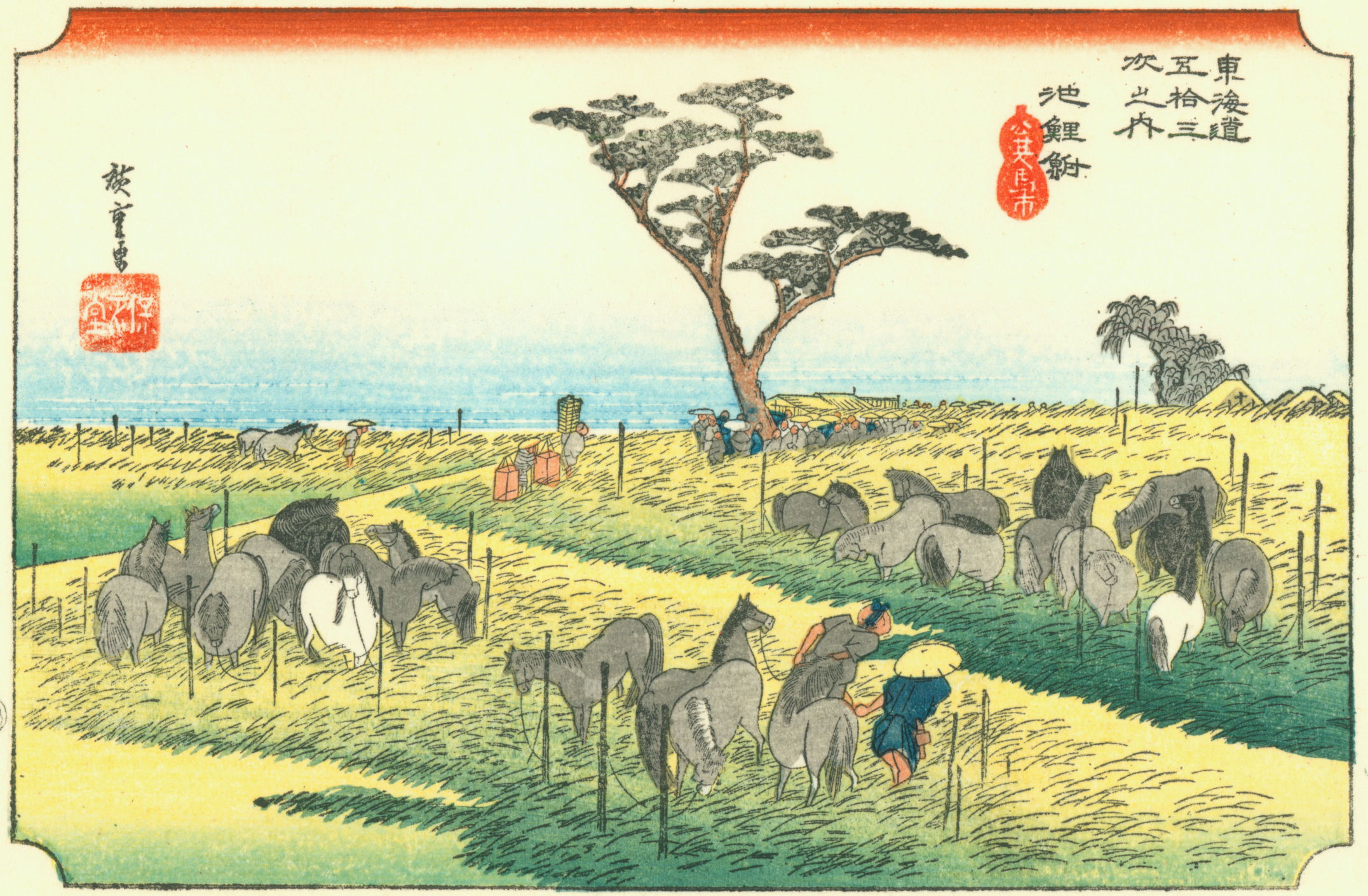
歌川広重『東海道五十三次 池鯉鮒』

知立は景行天皇42年（112年）に創建された知立神社の門前町として発展した。知立神社は延長5年（927年）に編纂された延喜式神名帳に記載されている式内社であり、三河国二之宮、東海道三大社（三島大社、熱田神宮、知立神社）の一つとして数えられ、大きな影響力を持った。知立神社の神官でもある永見氏は後白河天皇配下の武士となり知立城を築くなど、土豪としても勢力を広め、長きに亘りこの地を支配した。
戦国時代に入ると永見氏一族から徳川家康の側室、於万の方（長勝院）を輩出し結城秀康が誕生。当時の永見氏は今川家に属した為、刈谷城（愛知県刈谷市）の水野氏や、岡崎城（愛知県岡崎市）の松平清康、駿府城（静岡県静岡市）らに従ったが、永禄3年（1560年）、桶狭間の戦いで今川義元が討死すると、織田信長に従った水野忠重が知立城を接収し、天正年間（1573年から92年）には信長に対しての迎賓館的な施設が設けられた。
江戸時代に入ると、東海道の日本橋から数えて39番目の宿場町、池鯉鮒（ちりゅう、歴史的仮名遣いでの振り仮名は「ちりふ」）宿として整備され、知立城の跡地には寛永年間（1624年から43年）に将軍上洛時の宿泊施設として御殿が設置された。池鯉鮒宿は物資の集積場としても発展し、馬市や木綿市等が行われ、周辺地域の経済的中心地となった。天正14年に編纂された記録によれば、池鯉鮒宿には本陣1件、脇本陣1件、旅籠35件、人口1620人との記載がある。

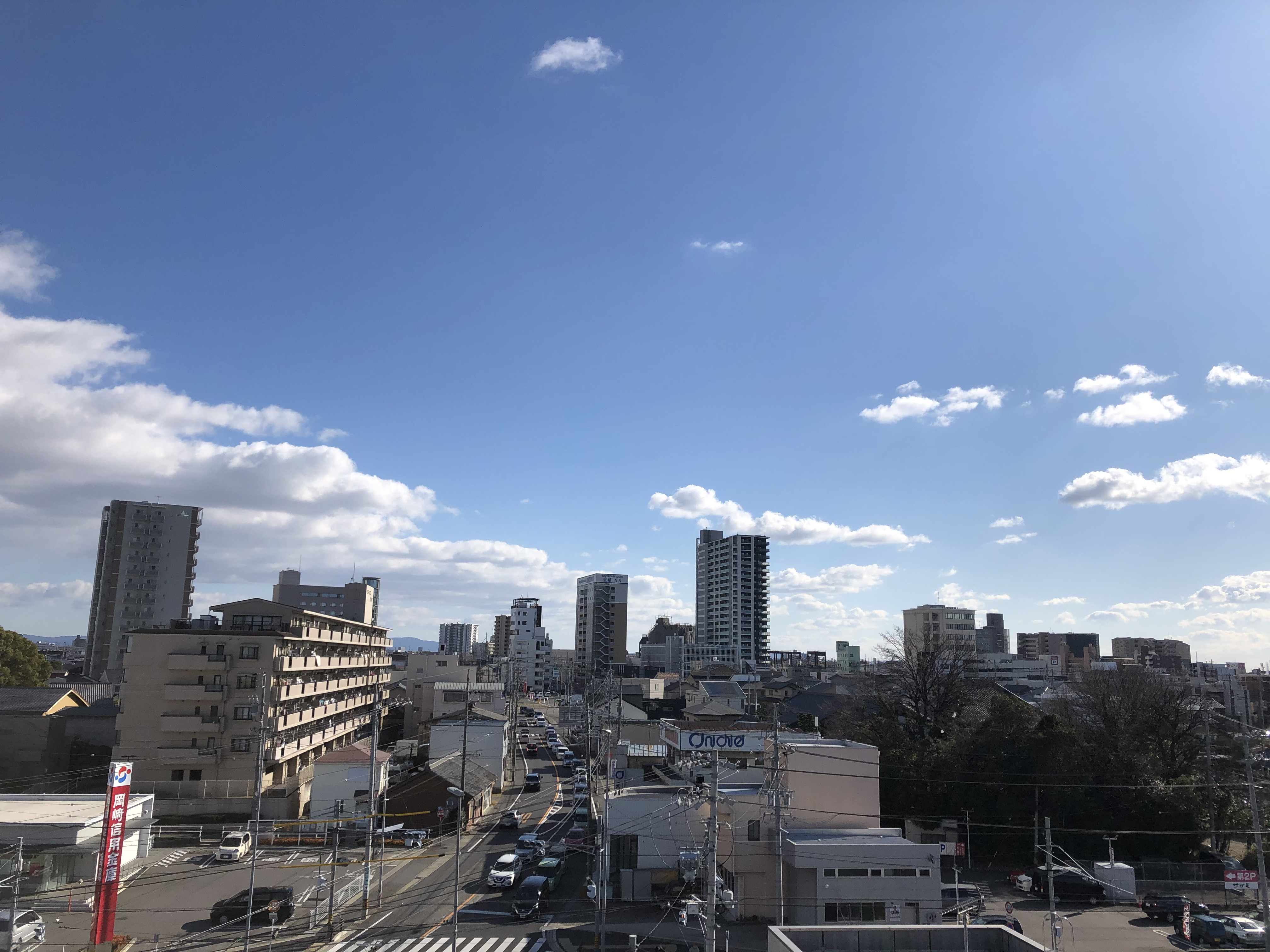
知立市中心部のスカイライン

中京大都市圏の主要幹線道路（国道1号・国道23号・国道155号・国道419号）や名古屋鉄道の主要路線（名鉄名古屋本線・名鉄三河線）が通るハブ地域であり人口密度は三河地方で最も高い。名古屋市の25km圏内に位置する都市でもあり、同市のベッドタウンという側面もある。2016年より、知立駅の立体交差事業により大規模な再開発が行われている。

### 市名の由来
すでに、7世紀後半の木簡に「知利布」（ちりふ）とある。律令制以後の8世紀の木簡に「知立」とある。平安時代の『和名抄』に「智立」郷がみえ、江戸時代には「池鯉鮒」という東海道の宿場町として栄えた。知立神社を建てた伊知理生命（いちりゅうのみこと）にちなむという説もある。「池鯉鮒」の名は知立神社の御手洗池にコイやフナが多数いたことに由来する（大あんまきで有名な藤田屋のホームページなどに記載）。

## 地理

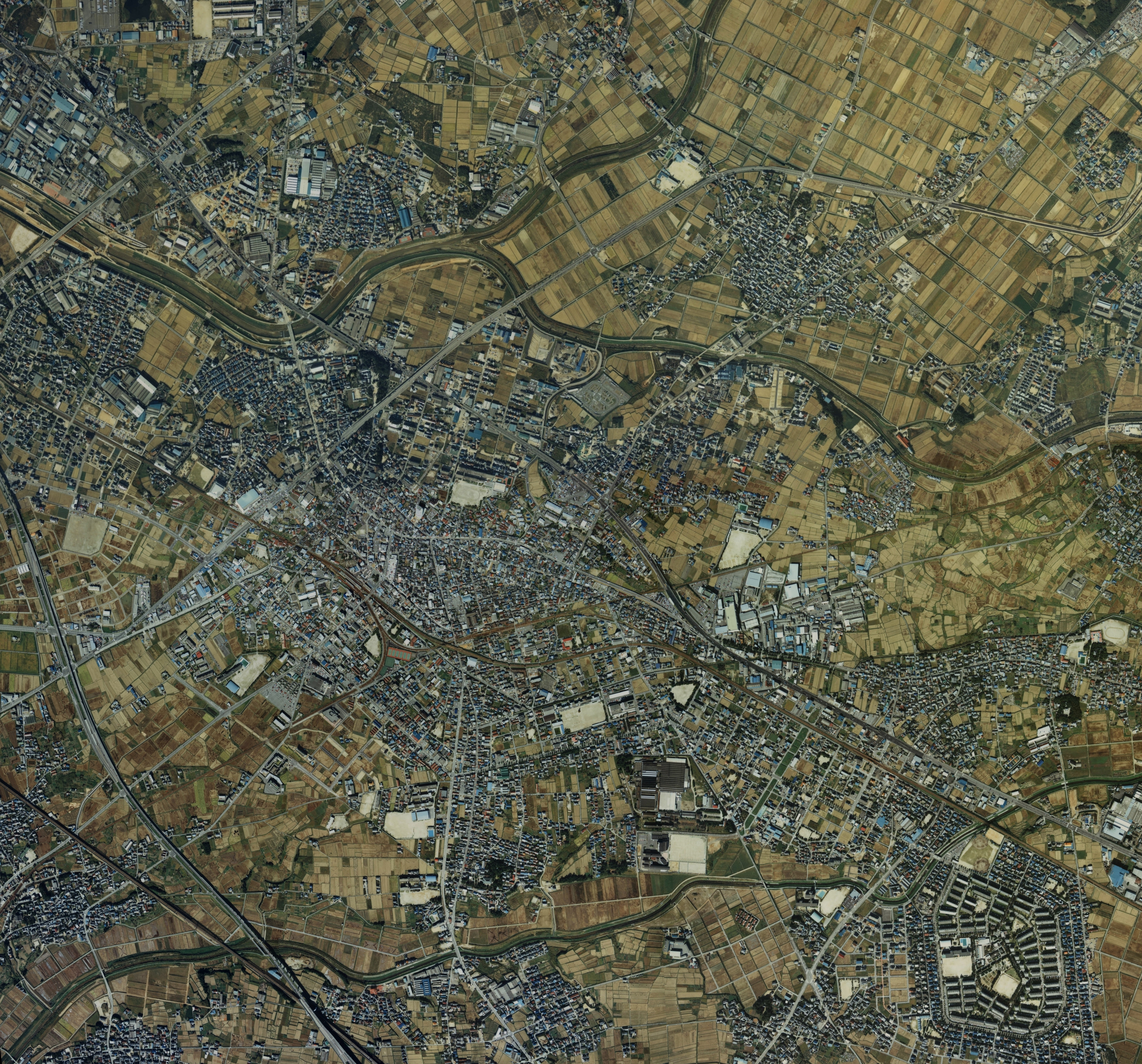
知立市中心部周辺の空中写真。
1987年撮影の8枚を合成作成。。

三河地方の市では、高浜市に次いで面積が小さい。市域は岡崎平野の平坦部に位置しており、市の全域が標高20メートル以下である。市の北部に逢妻川、南部に猿渡川が流れる。

### 地形

#### 河川
二級河川
- 逢妻川
- 猿渡川
- 割目川

### 市内の町名
知立町時代は以下の大字が編成されていた。
- 知立(1906年までの旧知立町の区域)
- 牛田(旧牛橋村)
- 八橋(旧牛橋村)
- 来迎寺(旧牛橋村)
- 上重原(旧上重原村)
- 西中(旧長崎村)
- 谷田(旧長崎村)
- 八ツ田(旧長崎村)

1970年に市制施行により知立市となり、同時に市内の大字がすべて廃止され新たに22町が設置され29町編成となった。その後住居表示により町が続々新設され現在は42町となっている。知立町時代に設置された町名も含め現在までに成立した町名を以下に列挙する。
- 池端(1965年、知立・上重原より成立)
- 弘栄(1965年、知立・上重原より成立)
- 栄(1965年、知立より成立)
- 新富(1965年、知立より成立)
- 長田(1965年、知立より成立)
- 堀切(1965年、知立・上重原より成立)
- 昭和(1967年、牛田・八ツ田より成立)
- 山屋敷町(1970年、知立より成立)
- 西丘町(1970年、知立より成立)
- 西町(1970年、知立より成立、1974年一部が刈谷市に編入)
- 逢妻町(1970年、知立より成立)
- 宝町(1970年、知立より成立)
- 桜木町(1970年、知立より成立)
- 本町(1970年、知立より成立)
- 中山町(1970年、知立より成立)
- 新地町(1970年、知立より成立)
- 長篠町(1970年、知立より成立)
- 内幸町(1970年、知立より成立)
- 山町(1970年、知立より成立)
- 中町(1970年、知立より成立)
- 牛田町(1970年、牛田・知立より成立)
- 八橋町(1970年、八橋より成立)
- 来迎寺町(1970年、来迎寺より成立)
- 弘法町(1970年、上重原より成立)
- 上重原町(1970年、上重原より成立、1974年一部が刈谷市に編入)
- 西中町(1970年、西中より成立)
- 新林町(1970年、西中より成立)
- 谷田町(1970年、谷田より成立)
- 八ツ田町(1970年、八ツ田より成立)
- 新池(1979年、山町・長篠町・牛田町より成立)
- 牛田(1979年、山町・牛田町より成立)
- 南陽(1979年、牛田町・長篠町より成立)
- 広見(1979年、新地町・長篠町・山町より成立)
- 東栄(1979年、内幸町・山町・長篠町より成立)
- 東長篠(2007年、長篠町・新地町・弘法町より成立)
- 南新地(2007年、新地町・上重原町・長篠町・弘法町より成立)
- 宝(2007年、宝町・上重原町・西町より成立)
- 西(2007年、宝町・西町より成立)
- 鳥居(2007年、上重原町・宝町より成立)
- 東上重原(2007年、新地町・上重原町より成立)
- 弘法(2007年、長篠町・新地町・上重原町・弘法町より成立)
- 上重原(2009年、上重原町より成立)

### 人口
| |                                        |  |
| 知立市と全国の年齢別人口分布（2005年） | 知立市の年齢・男女別人口分布（2005年） |  |
| ■紫色 ― 知立市 ■緑色 ― 日本全国 | ■青色 ― 男性 ■赤色 ― 女性              |  |
| 知立市（に相当する地域）の人口の推移 \| 1970年（昭和45年） \| 41,895人 \| \| \| 1975年（昭和50年） \| 47,209人 \| \| \| 1980年（昭和55年） \| 49,432人 \| \| \| 1985年（昭和60年） \| 50,506人 \| \| \| 1990年（平成2年） \| 54,059人 \| \| \| 1995年（平成7年） \| 58,578人 \| \| \| 2000年（平成12年） \| 62,587人 \| \| \| 2005年（平成17年） \| 66,085人 \| \| \| 2010年（平成22年） \| 68,398人 \| \| \| 2015年（平成27年） \| 70,501人 \| \| \| 2020年（令和2年） \| 72,193人 \| \| |                                        |  |
| 総務省統計局 国勢調査より |                                        |  |
| 1970年（昭和45年） | 41,895人                               |  |
| 1975年（昭和50年） | 47,209人                               |  |
| 1980年（昭和55年） | 49,432人                               |  |
| 1985年（昭和60年） | 50,506人                               |  |
| 1990年（平成2年） | 54,059人                               |  |
| 1995年（平成7年） | 58,578人                               |  |
| 2000年（平成12年） | 62,587人                               |  |
| 2005年（平成17年） | 66,085人                               |  |
| 2010年（平成22年） | 68,398人                               |  |
| 2015年（平成27年） | 70,501人                               |  |
| 2020年（令和2年） | 72,193人                               |  |

### 隣接する自治体
愛知県
 刈谷市
 豊田市
 安城市

## 歴史
- 古代から三河国二宮である知立神社の門前町が形成された。
- 平安時代末期には、重原荘が成立。知立を中心に現在の刈谷市・豊田市・安城市にまで及ぶ広大な荘園で、地頭の重原氏や二階堂氏、大仏氏が治めた。
- 鎌倉時代の鎌倉街道の宿駅として八橋が置かれた。
- 戦国時代には、刈谷城の水野氏や岡崎城の松平氏と結んだ知立神社神主永見氏が知立城を居城としたが、桶狭間の戦いののち織田信長軍により落とされる。江戸時代、旧知立村および旧八橋村に該当する地域は刈谷藩領、残る市域は陸奥国福島藩（後の重原藩）領であった。
- 江戸時代の東海道39番目の宿場町である池鯉鮒宿として繁栄し、馬市で有名であった。

### 沿革
- 1889年（明治22年）10月1日 - 町村制により知立町が発足。
- 1906年（明治39年）5月1日 - 知立町、上重原村、牛橋村、長崎村の一部が合併し知立町が改めて発足。
- 1970年（昭和45年）12月1日 - 碧海郡知立町が市制を施行して知立市となる（碧海郡が消滅）[注 1][注 2]。
- 2016年（平成28年）12月1日 - 知立の山車文楽とからくりなどの「山・鉾・屋台行事」がユネスコ無形文化遺産に登録。

| 郡       | 明治22年以前 | 明治22年10月1日 | 明治23年 - 明治45年        | 大正元年 - 大正15年 | 昭和元年 - 現在             |
| -------- | ------------ | --------------- | -------------------------- | ------------------- | --------------------------- |
| 碧 海 郡 | 知立村       | 知立町          | 明治39年5月1日 合併 知立町 | 知立町              | 昭和45年12月1日 市制 知立市 |
| 碧 海 郡 | 上重原村     | 上重原村        | 明治39年5月1日 合併 知立町 | 知立町              | 昭和45年12月1日 市制 知立市 |
| 碧 海 郡 | 牛田村       | 牛橋村          | 明治39年5月1日 合併 知立町 | 知立町              | 昭和45年12月1日 市制 知立市 |
| 碧 海 郡 | 八ツ橋村     | 牛橋村          | 明治39年5月1日 合併 知立町 | 知立町              | 昭和45年12月1日 市制 知立市 |
| 碧 海 郡 | 来迎寺村     | 牛橋村          | 明治39年5月1日 合併 知立町 | 知立町              | 昭和45年12月1日 市制 知立市 |
| 碧 海 郡 | 八ツ田村     | 長崎村（一部）  | 明治39年5月1日 合併 知立町 | 知立町              | 昭和45年12月1日 市制 知立市 |
| 碧 海 郡 | 西中村       | 長崎村（一部）  | 明治39年5月1日 合併 知立町 | 知立町              | 昭和45年12月1日 市制 知立市 |
| 碧 海 郡 | 谷田村       | 長崎村（一部）  | 明治39年5月1日 合併 知立町 | 知立町              | 昭和45年12月1日 市制 知立市 |

## 行政

### 市長
- 石川智子（2024年12月24日就任、1期目）

### 歴代市長
| 代   | 氏名     | 就任年月日     | 退任年月日     | 備考                                              |
| ---- | -------- | -------------- | -------------- | ------------------------------------------------- |
| 初代 | 中島栄   | 1970年12月1日  | 1971年4月27日  | 旧知立町長                                        |
| 初代 | 中島栄   | 1971年4月28日  | 1972年11月15日 | 1972年11月12日に収賄容疑で逮捕。 同月15日に辞職。 |
| 2代  | 永井五三 | 1972年12月24日 | 1976年12月23日 |                                                   |
| 3代  | 藤井章   | 1976年12月24日 | 1980年12月23日 |                                                   |
| 3代  | 藤井章   | 1980年12月24日 | 1984年12月23日 |                                                   |
| 3代  | 藤井章   | 1984年12月24日 | 1988年12月23日 |                                                   |
| 4代  | 塚本昭二 | 1988年12月24日 | 1992年12月23日 |                                                   |
| 4代  | 塚本昭二 | 1992年12月24日 | 1996年12月23日 |                                                   |
| 5代  | 永田太三 | 1996年12月24日 | 2000年12月23日 |                                                   |
| 5代  | 永田太三 | 2000年12月24日 | 2004年12月23日 |                                                   |
| 6代  | 本多正幸 | 2004年12月24日 | 2008年12月23日 |                                                   |
| 7代  | 林郁夫   | 2008年12月24日 | 2012年12月23日 |                                                   |
| 7代  | 林郁夫   | 2012年12月24日 | 2016年12月23日 |                                                   |
| 7代  | 林郁夫   | 2016年12月24日 | 2020年12月23日 |                                                   |
| 7代  | 林郁夫   | 2020年12月24日 | 2024年12月23日 |                                                   |
| 8代  | 石川智子 | 2024年12月24日 | 現職           |                                                   |

### 財政
2019年度（平成31年度）当初予算案
| 会計名   | 予算額         | 前年度対比 |
| -------- | -------------- | ---------- |
| 一般会計 | 238億円        | 0.2％増    |
| 特別会計 | 95億9,260万円  | 18.4％減   |
| 企業会計 | 51億8,690万円  | 151.8％増  |
| 全会計   | 385億7,950万円 | 2.7％増    |

### 広域行政
- 消防は、衣浦東部広域連合で運営している。
- ゴミ処理は、刈谷知立環境組合で運営している。
- し尿処理は、豊田市と共同で運営している。
- 警察署は、安城警察署の管轄区域となる。
- 税務署は、刈谷税務署の管轄区域となる。

## 市政
知立駅周辺整備事業

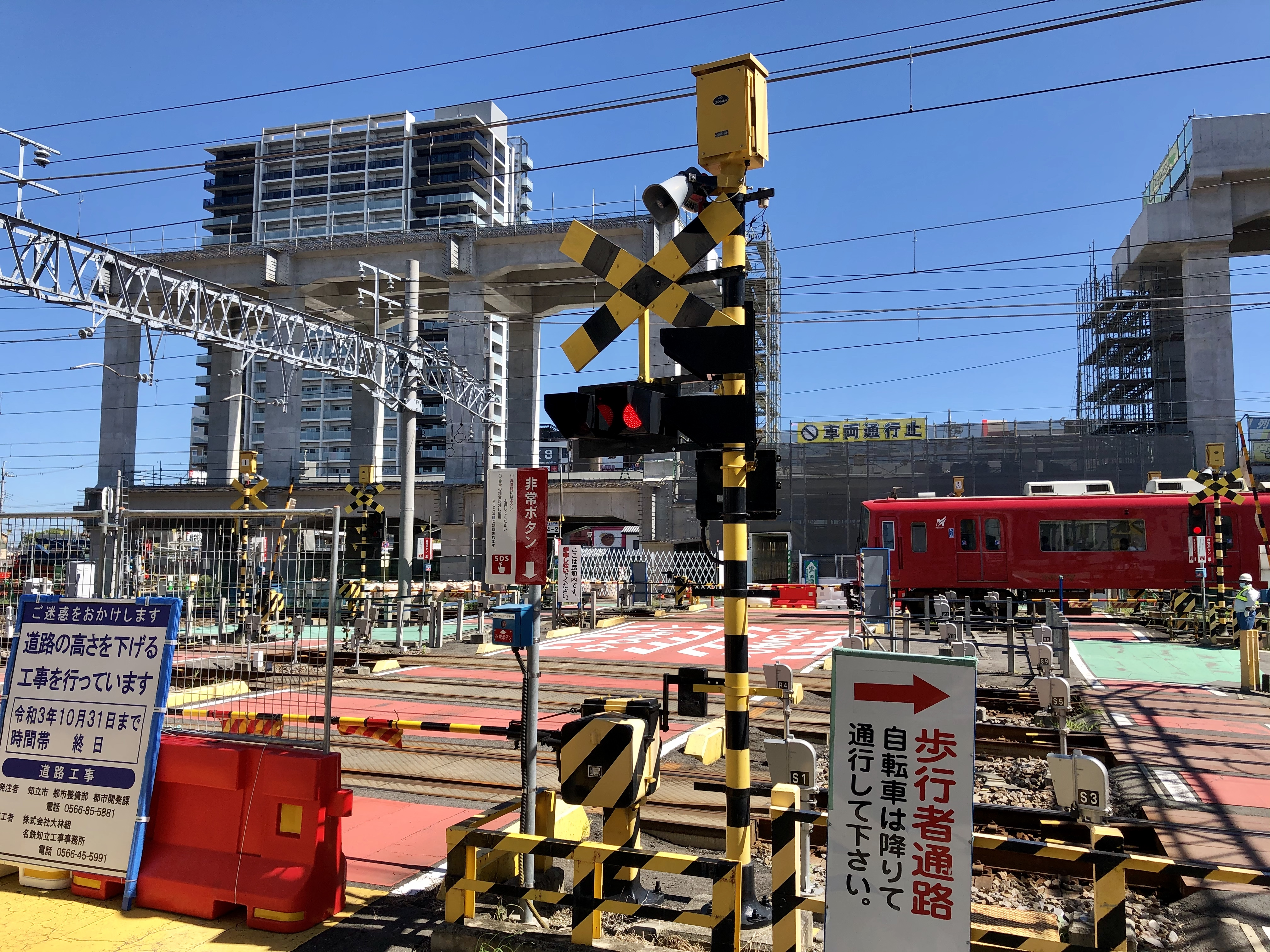
知立市では、県を事業主体に知立駅の連続立体交差事業が進められている。林は同駅の高架化を「百年に一度の事業」と位置づけ、駅周辺の土地区画整理や再開発を同時に推進している。

知立市が取り組んでいる「知立駅周辺整備事業」は以下の4つの事業から成り立っている。

（1）知立駅付近連続立体交差事業（事業主体：愛知県）

（2）知立駅周辺土地区画整理事業（施工者：知立市）

（3）移設駅周辺整備事業（施工者：知立市）

（4）知立駅北地区市街地再開発事業（施工者：知立駅北地区市街地再開発組合）
駅の高架化を目的とする「知立駅付近連続立体交差事業」は総事業費610億円のうち、国と名鉄の負担を除く事業費260億円を、愛知県と知立市が1対1の割合で各130億円負担することになっていた。2012年（平成24年）1月23日、林は、副市長、市議会正副議長、特別委員会の正副委員長らとともに大村秀章知事と面会し、負担金の減額の要望を行った。要望は奏功し、県は2月、130億円のうち23億円を国と県が負担することで知立市の負担を軽減すると回答した。
2016年（平成28年）7月、知立駅周辺整備事業の一環として、「知立市周辺街並みデザインプロジェクト会議」を立ち上げた。同会議は、市の若手職員9人による「職員部会」と知立市商工会関係者や市民15人による「市民部会」で組織され、知立駅の高架化工事にあわせて整備が進む同駅周辺の将来像について話し合いが続けられた。2018年（平成30年）1月25日、市議会の知立駅周辺整備特別委員会で、デザインプロジェクト会議がまとめた構想案が発表された。構想案では、駅周辺再開発の全体のコンセプトが「現代版宿場町」と設定された。林は「若手職員や市民がしっかり考えてくれた素晴らしいデザイン」と評価し、これを採用した。
2020年（令和2年）3月、知立市都市計画マスタープランを改定。農業振興地域が広がる八橋町や谷田町など4地区を、企業誘致の受け皿となる「産業促進拠点」に追加指定した。
その他
- 2014年（平成26年）9月、市のマスコットキャラクターデザインの一般募集を行った[14]。市民投票の上位10点の中から最優秀賞として選ばれた「ちりゅっぴ」が12月に誕生。ちりゅっぴは徐々に人気を集め、2017年11月18日、19日に三重県名張市で開催された「ゆるキャラグランプリ」では2位を獲得した[15]。市内の郵便ポストをちりゅっぴのイラストでラッピングするなど、観光振興に努めている[16]。
- 2020年（令和2年）6月1日、新型コロナウイルス対策の財源に充てるため、自身の7月から12月までの月額給与の減額率を現行の10％から20％に変更し、12月期末手当を全額カットする条例案を市議会定例会に提出した。副市長については月額給与を7％、12月期末手当を50％減額し、教育長については月額給与を5％、12月期末手当を50％減額する[17][18]。
- 2023年（令和5年）4月1日、性的少数者（LGBTなど）のカップルを婚姻相当とし、同居する子どもの関係を家族として認定する「知立市パートナーシップ・ファミリーシップ制度」を導入した[19]。

## 議会

### 愛知県議会
2023年愛知県議会議員選挙
- 選挙区：知立市選挙区
- 定数：1人
- 投票日：2023年4月9日
- 当日有権者数：55,075人
- 投票率：43.05％

| 候補者名 | 当落 | 年齢 | 所属党派   | 新旧別 | 得票数   | 備考                 |
| -------- | ---- | ---- | ---------- | ------ | -------- | -------------------- |
| 柴田高伸 | 当   | 54   | 無所属     | 現     | 13,969票 | 2024年11月17日に辞職 |
| 山田圭   | 落   | 46   | 自由民主党 | 新     | 9,310票  |                      |

2019年愛知県議会議員選挙
- 選挙区：知立市選挙区
- 定数：1人
- 投票日：2019年4月7日
- 当日有権者数：55,609人[20]
- 投票率：44.97％[20]

| 候補者名 | 当落 | 年齢 | 所属党派   | 新旧別 | 得票数   |
| -------- | ---- | ---- | ---------- | ------ | -------- |
| 柴田高伸 | 当   | 50   | 無所属     | 現     | 13,574票 |
| 山崎亮璽 | 落   | 41   | 自由民主党 | 新     | 10,823票 |

2015年愛知県議会議員選挙
- 選挙区：知立市選挙区
- 定数：1人
- 投票日：2015年4月12日
- 当日有権者数：52,859人[21]
- 投票率：45.63％[21]

| 候補者名   | 当落 | 年齢 | 所属党派   | 新旧別 | 得票数   |
| ---------- | ---- | ---- | ---------- | ------ | -------- |
| 柴田高伸   | 当   | 46   | 無所属     | 現     | 10,282票 |
| 山崎亮璽   | 落   | 37   | 自由民主党 | 新     | 7,797票  |
| 川嶋太久郎 | 落   | 30   | 民主党     | 新     | 5,541票  |

### 衆議院
- 選挙区：愛知13区 （碧南市、刈谷市、安城市、知立市、高浜市）
- 任期：2024年10月27日 - 2028年10月26日
- 投票日：2024年10月27日
- 当日有権者数：422,024人[22]
- 投票率：59.86％

| 当落 | 候補者名 | 年齢 | 所属党派   | 新旧別 | 得票数    | 重複 |
| ---- | -------- | ---- | ---------- | ------ | --------- | ---- |
| 当   | 大西健介 | 53   | 立憲民主党 | 前     | 137,944票 | ○    |
|      | 石井拓   | 59   | 自由民主党 | 前     | 90,214票  | ○    |
|      | 牛田清博 | 66   | 日本共産党 | 新     | 16,818票  |      |

## 施設

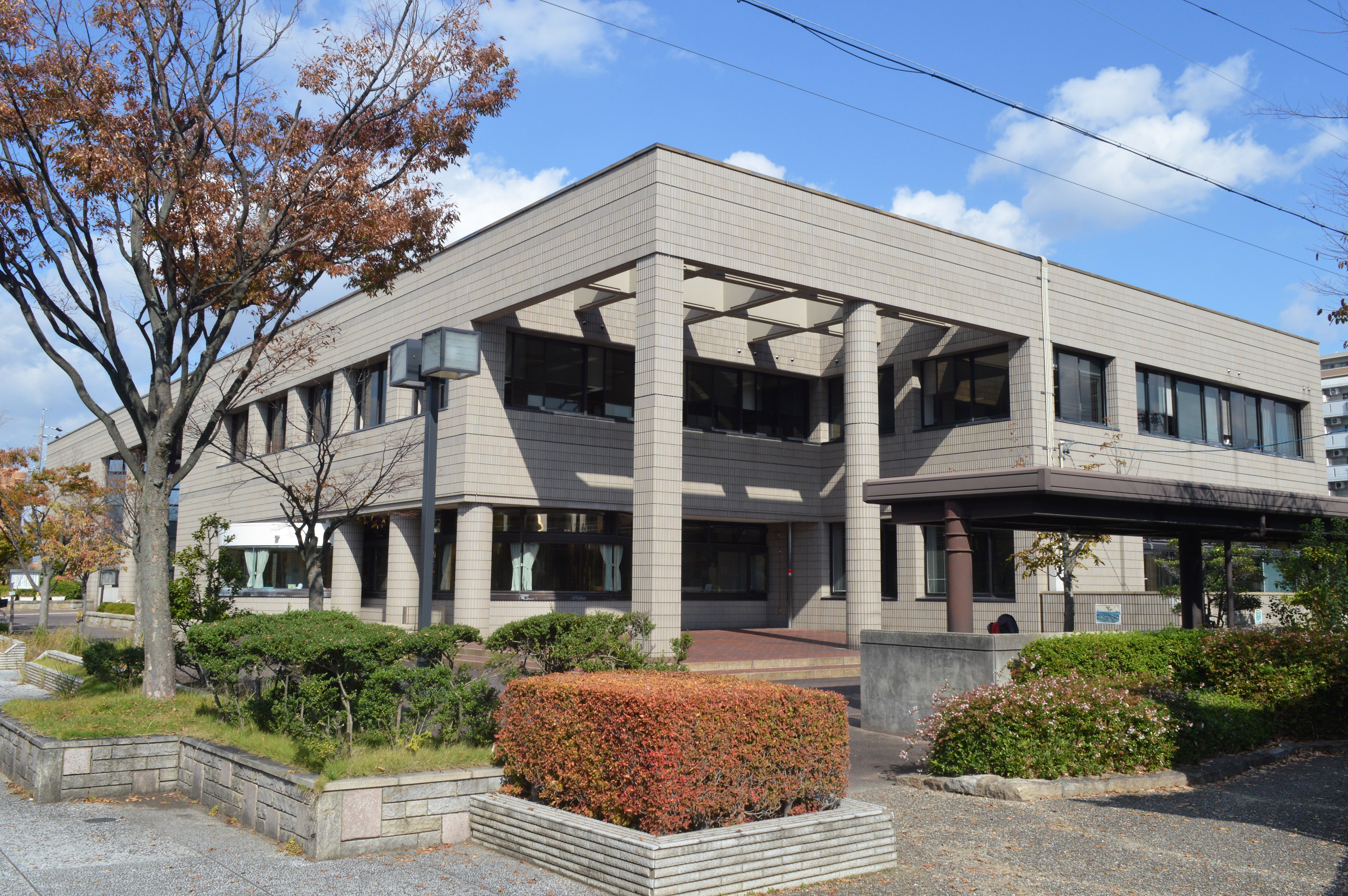
知立市図書館・歴史民俗資料館

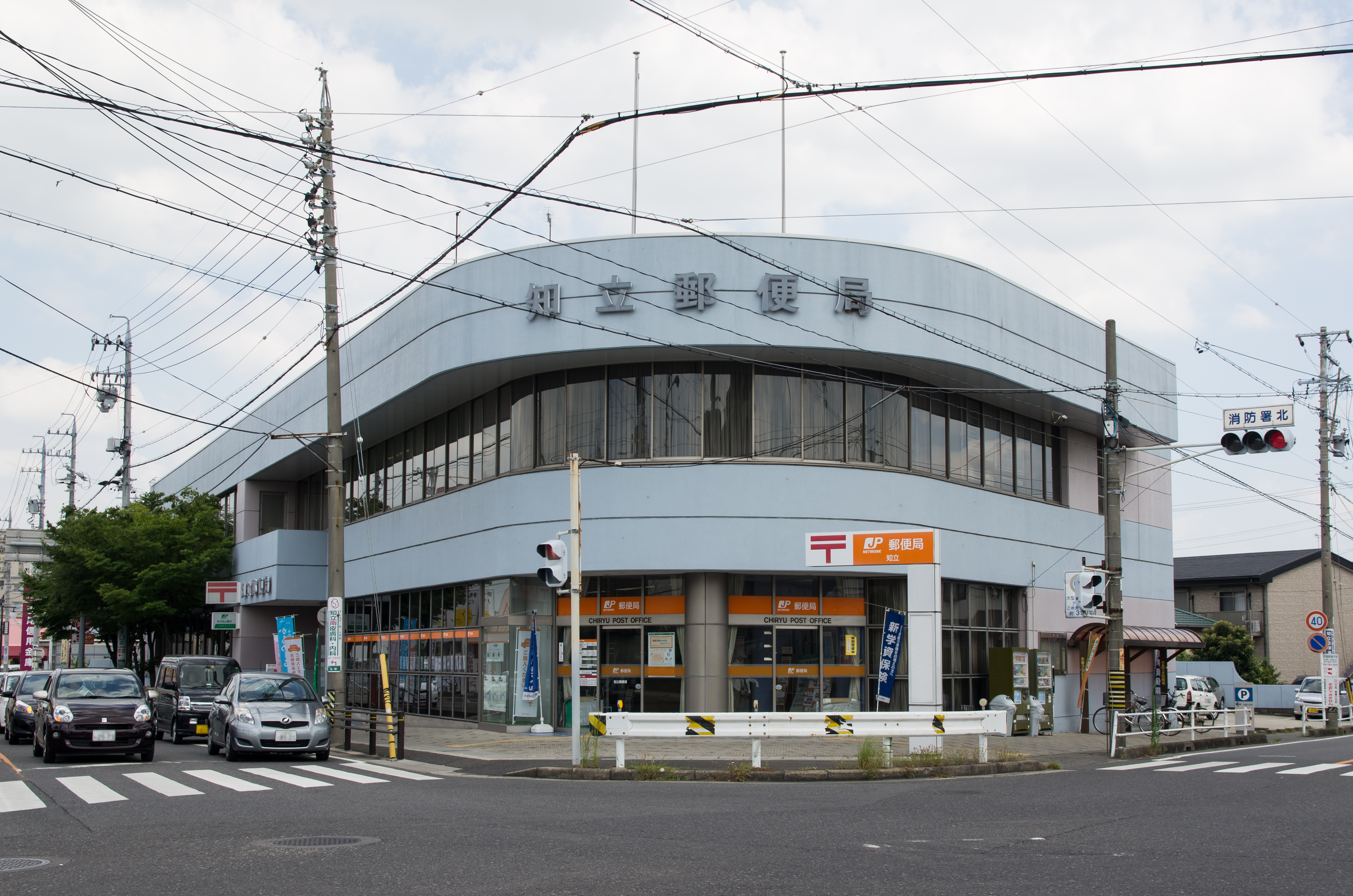
知立郵便局

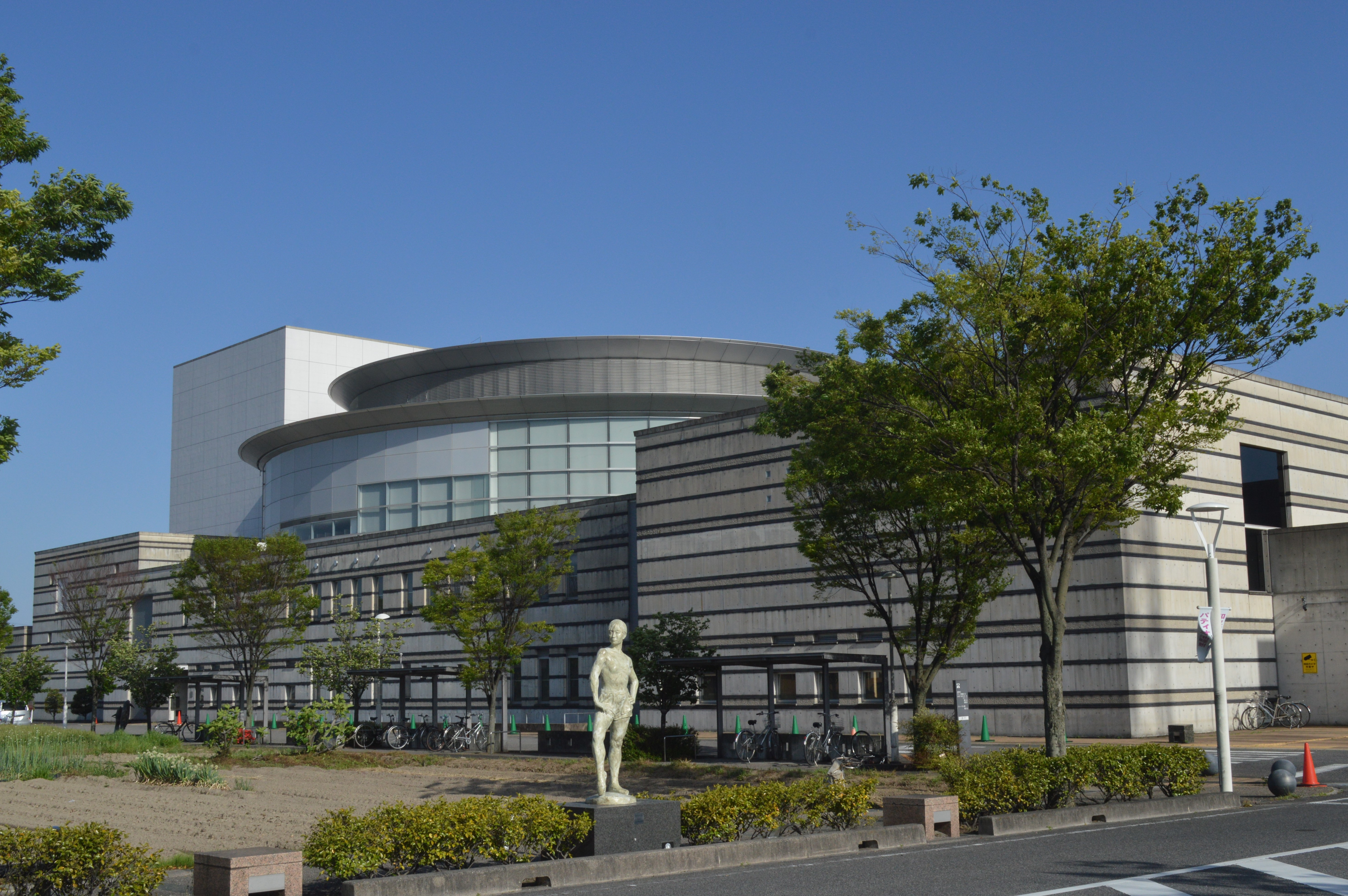
知立市文化会館（パティオ池鯉鮒）

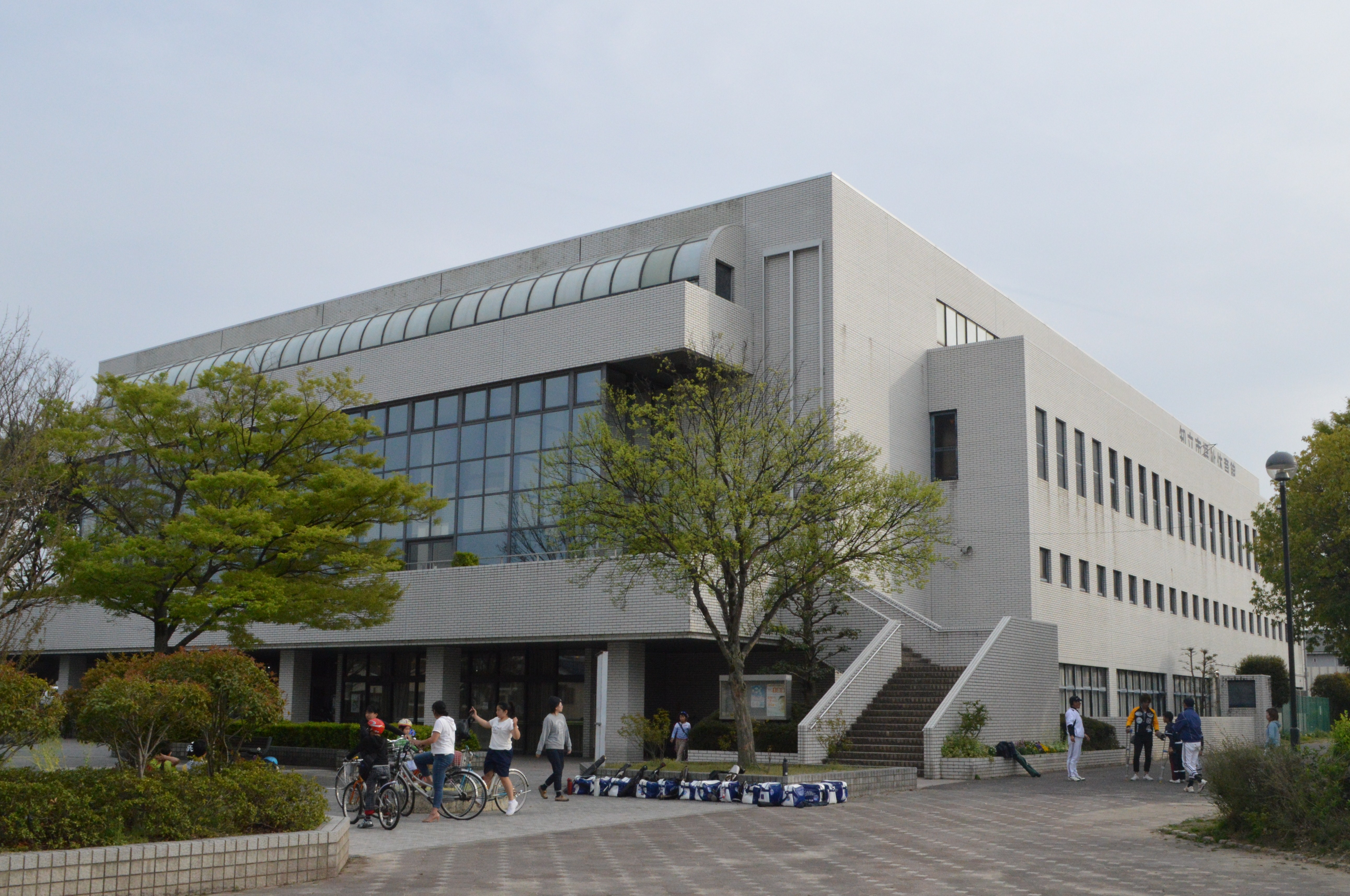
知立市福祉体育館

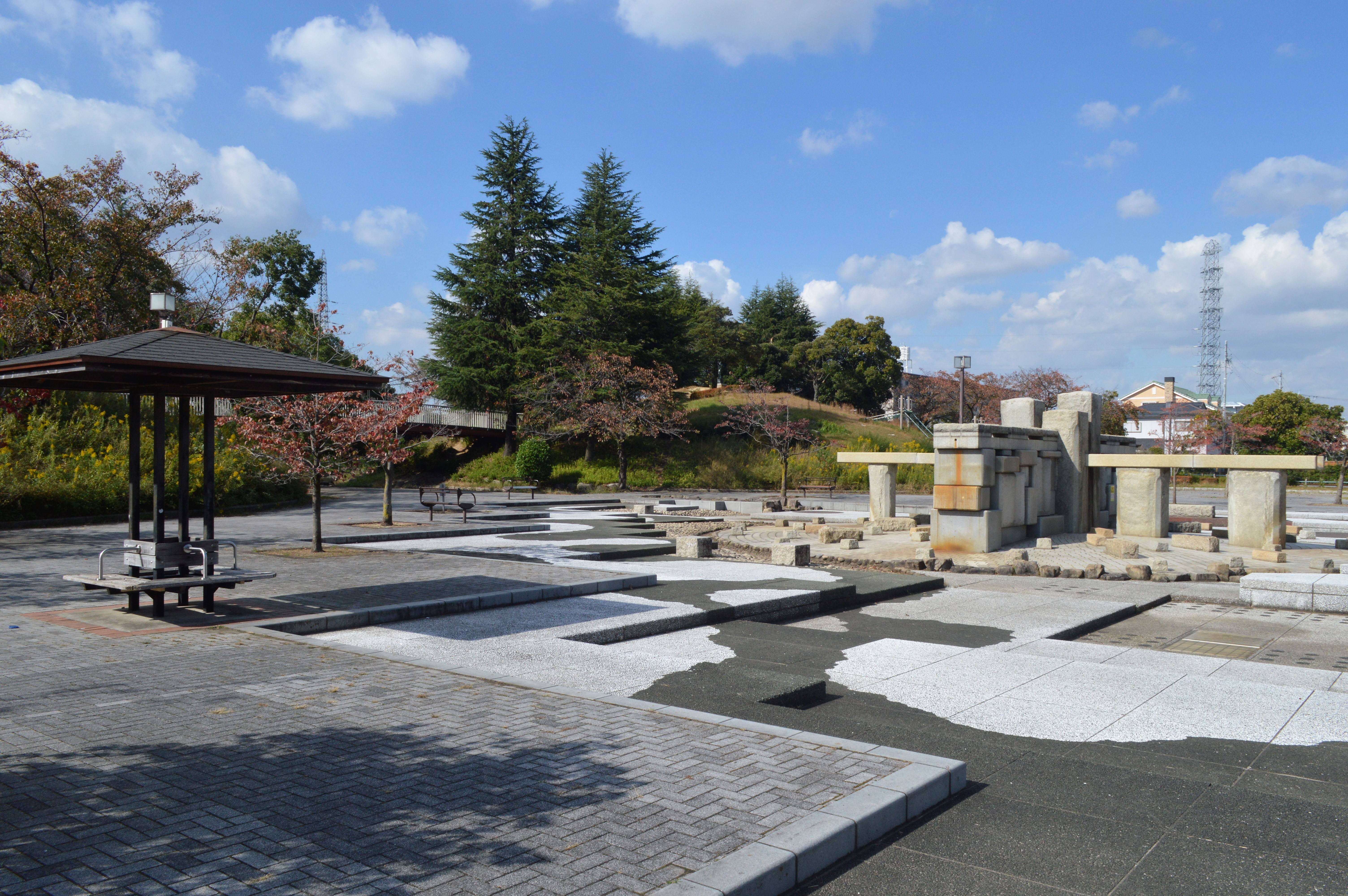
新地公園

### 警察
市内に警察署は存在しない。安城市の安城警察署が管轄している。
本部
- 愛知県警安城警察署

幹部交番
- 知立幹部交番（知立市山町）

交番
- 知立駅前交番（知立市栄2丁目）
- 谷田交番（知立市谷田町）
- 昭和警ら連絡所（知立市昭和6丁目）

### 消防
本部
- 衣浦東部広域連合

消防署
- 知立消防署（知立市弘法）

### 医療
市内の主な病院
- 秋田病院
- 富士病院

### 図書館
- 知立市図書館
  - 1987年10月22日、知立市図書館・歴史民俗資料館が開館。1995年には碧海5市（知立市・刈谷市・安城市・碧南市・高浜市）在住・在学・在勤者への広域貸出を開始。1999年には豊田市在住・在学・在勤者に対して広域貸出を拡大。図書館部分の延床面積は2,477.43m2。2014年度の視聴覚資料も含めた蔵書冊数は225,211冊、貸出冊数は411,941冊、1人あたり貸出点数は5.2冊[23]。

### 郵便局
主な郵便局
- 知立郵便局
- 知立牛田郵便局
- 知立昭和郵便局
- 知立本町郵便局
- 知立西丘簡易郵便局

### 文化施設
主な文化施設
- 知立市歴史民俗資料館
- 知立市文化会館（パティオ池鯉鮒）

### 運動施設
体育館
- スギ薬局知立福祉アリーナ

## 姉妹都市・提携都市

### 国外
姉妹都市
- ウィンダム市（オーストラリア連邦 ビクトリア州）
2000年（平成12年）2月10日 姉妹都市提携。

フレンドシップ相手国
2005年日本国際博覧会（愛知万博）では「一市町村一国フレンドシップ事業」が行われた。名古屋市を除く愛知県内の市町村が120の万博公式参加国をそれぞれとしてフレンドシップ相手国として迎え入れた。
- アイスランド共和国

### 国内
友好都市
- 伊那市（長野県）
1994年（平成6年）11月7日 友好都市提携

その他
- 外国人集住都市会議  (2012年度まで)
静岡県浜松市が中心に呼びかけ、日本国内の外国人が多く住む街の自治体や国際交流協会などが集まり、外国人住民が多数居住する都市の行政と地域の国際交流のために設立された組織。知立市は2012年度で退会している。

## 経済

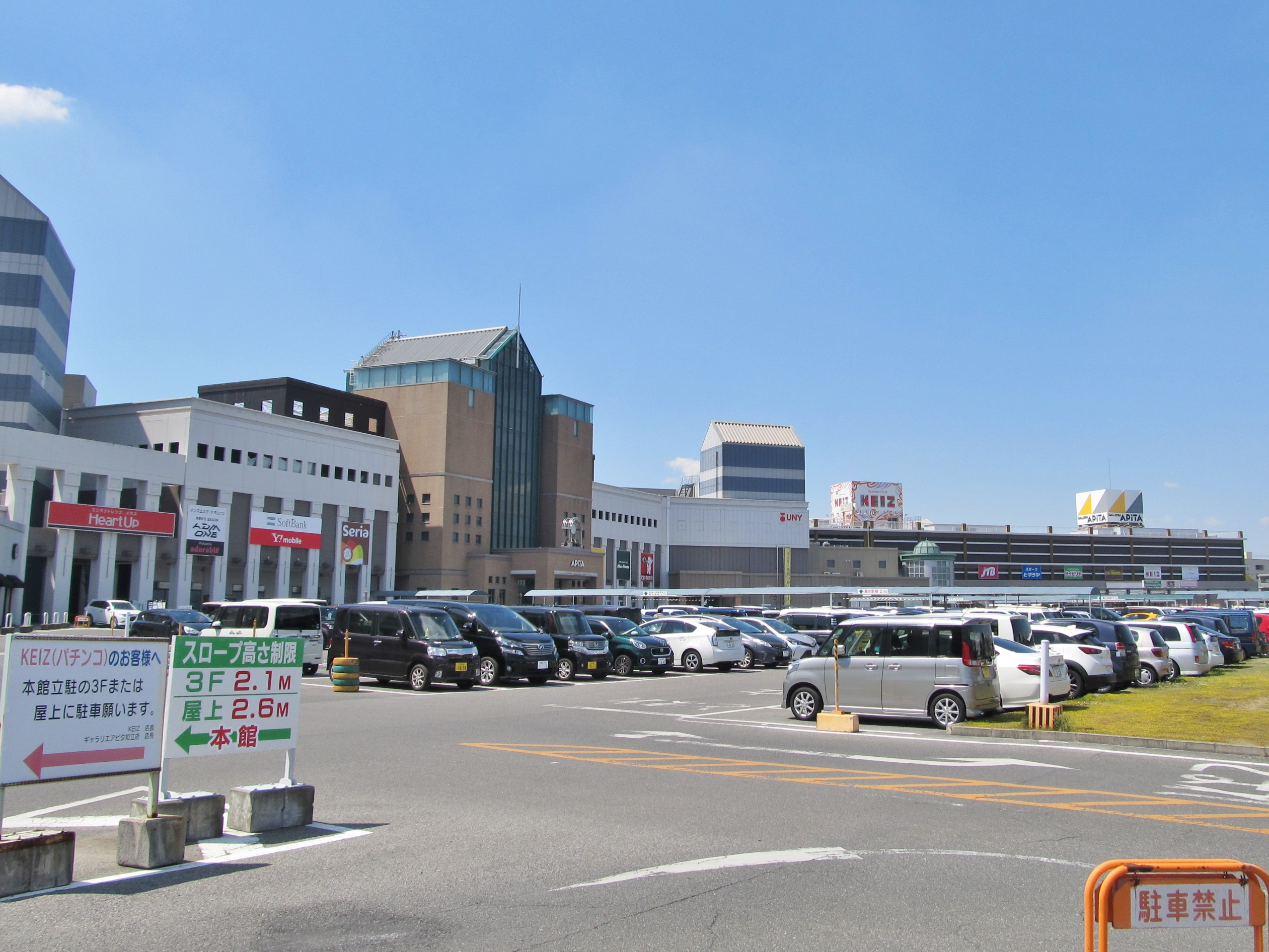
ギャラリエアピタ知立店

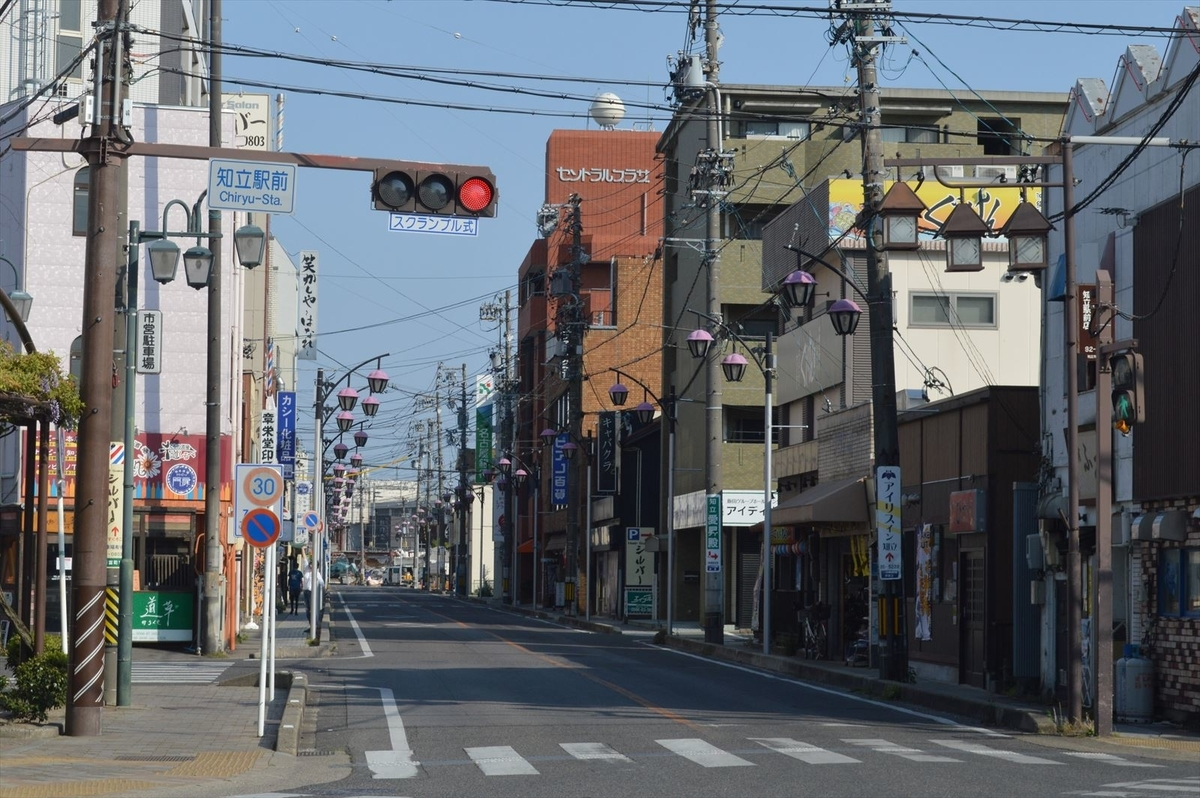
知立駅前の知立中央通り

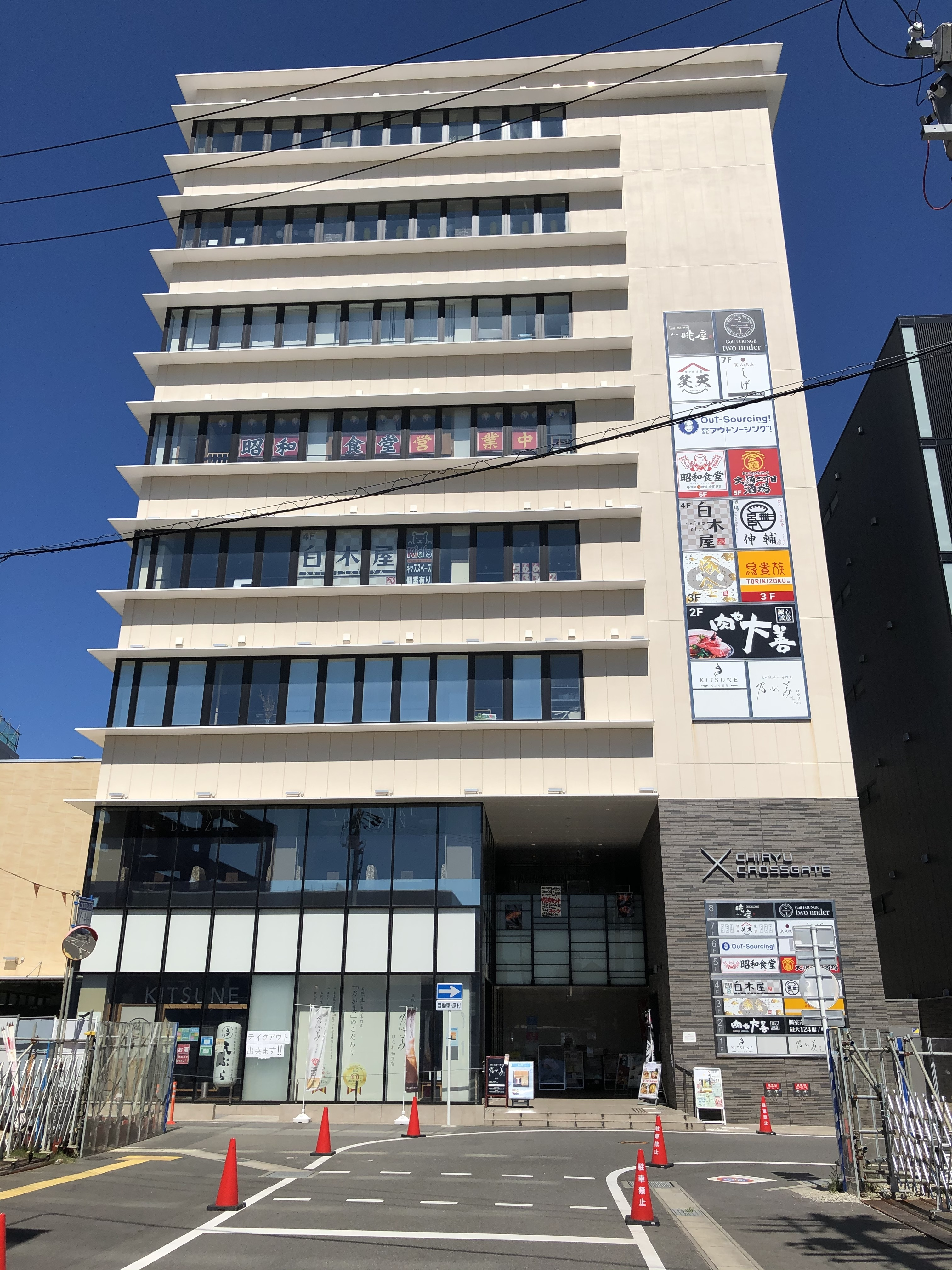
商業ビル「知立クロスゲート」

西三河地方では自動車工業が盛んである。2005年度（平成17年度）の製造品出荷額等は1247億8565万円だったが、1990年度（平成2年度）から減少傾向にあり、2010年度（平成22年度）の製造品出荷額等は1990年度の65%に過ぎなかった。伝統工芸品として三河仏壇がある。

### 工業
主な工業
- FUJI 本社・本社工場
- 日本特殊塗料 愛知工場
- フタバ産業 知立工場
- ブラザー精密工業 本社・本社工場・谷田工場

### 商業
知立駅を中心とする地区には商店街が形成されている。しかし、トヨタ自動車のお膝元である西三河に位置している都市の為、近年は郊外型のロードサイド商業施設が多い。
主な商業施設
- イエローハット 知立上重原店
- アオキスーパー 知立店
- エディオン 知立店
- ギャラリエアピタ 知立店
- 三洋堂書店 知立店
- ゲオ 知立店
- 正文館書店 知立八ツ田
- ドミー 知立店
- 服部家具センターレスパ知立店
- ピアゴ 知立店
- ブックタウン 知立店
- ホームセンターコーナン 知立店
- ヤマダデンキ家電住まいる館YAMADA知立店
- DCM 知立店
- スギ薬局 知立駅前店・上重原店・宝町店・牛田店・牛田東店

### 本社を置く企業
上場企業
- FUJI

その他の主な企業
- 知立自動車学校
- テニスラウンジ知立

## 教育

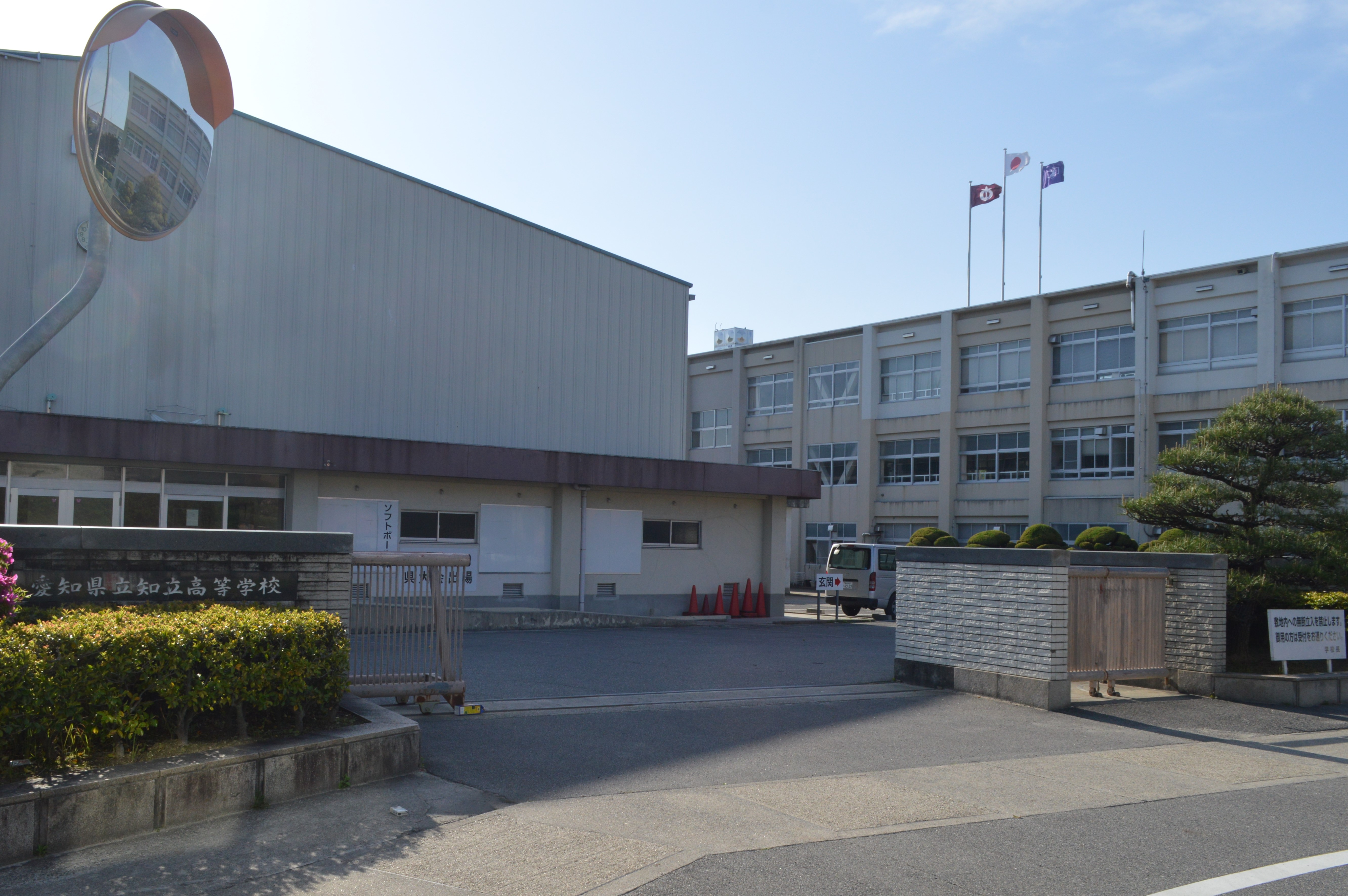
愛知県立知立高等学校

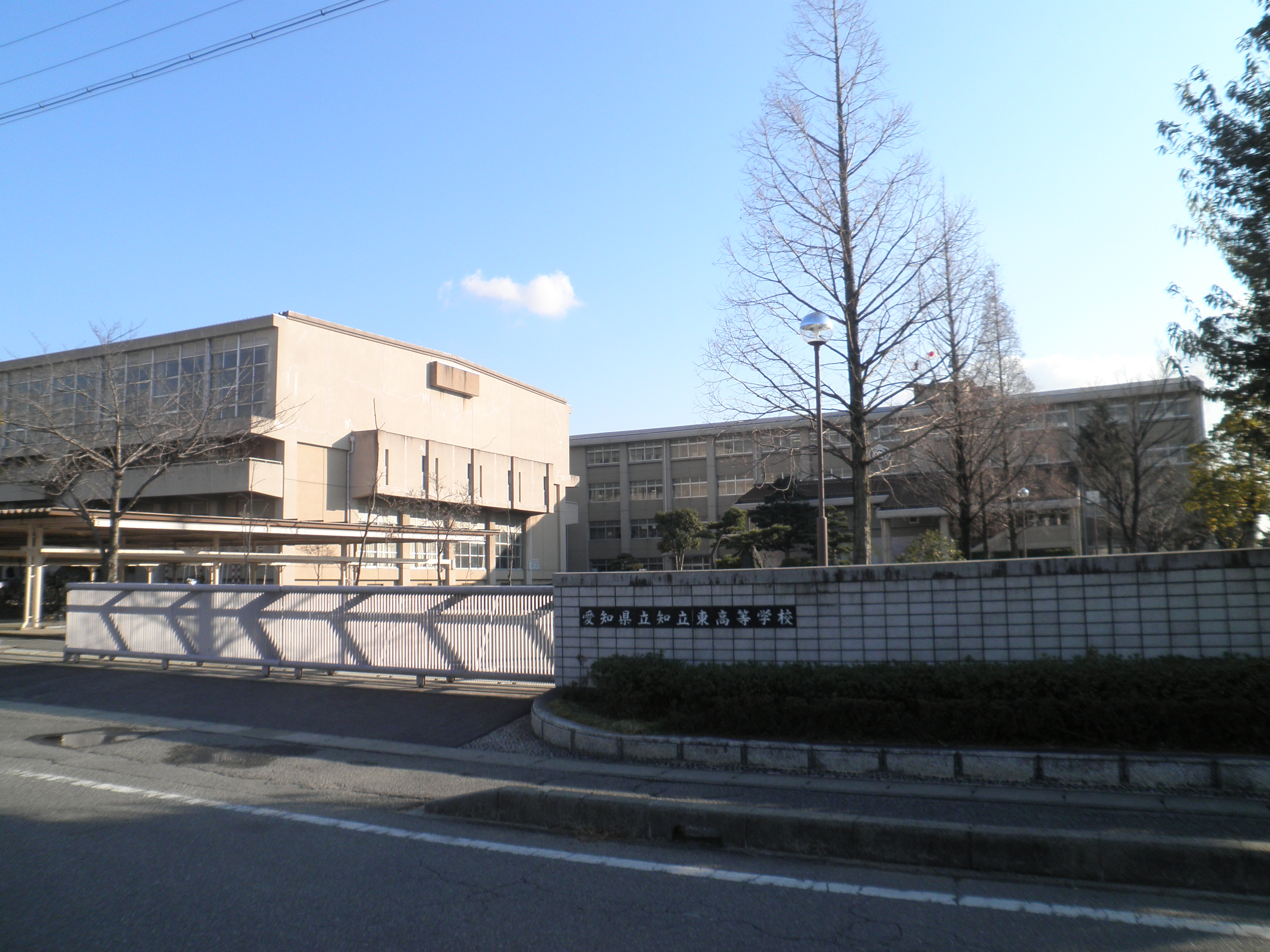
愛知県立知立東高等学校

### 専修学校
私立
- 中部製菓専門学校
- 中部ファッション専門学校
- 山本学園情報文化専門学校

### 高等学校
県立
- 愛知県立知立高等学校
- 愛知県立知立東高等学校

私立
- 未来高等学校東海キャンパス

### 中学校
| 開校年 | 現在の名称           | 1947年- | 1977年- | 1982年- |
| ------ | -------------------- | ------- | ------- | ------- |
| 1947年 | 知立市立知立中学校   | 知立    | 知立    | 知立    |
| 1982年 | 知立市立知立南中学校 | 知立    | 知立    | 知立南  |
| 1977年 | 知立市立竜北中学校   | 知立    | 竜北    | 竜北    |

- 知立市立知立中学校
- 知立市立竜北中学校
- 知立市立知立南中学校

### 小学校
| 開校年 | 現在の名称           | 1945年- | 1967年 | 1974年- | 1976年- | 1979年- |
| ------ | -------------------- | ------- | ------ | ------- | ------- | ------- |
| 1873年 | 知立市立知立小学校   | 知立    | 知立   | 知立    | 知立    | 知立    |
| 1974年 | 知立市立知立西小学校 | 知立    | 知立   | 知立西  | 知立西  | 知立西  |
| 1908年 | 知立市立猿渡小学校   | 猿渡    | 猿渡   | 猿渡    | 猿渡    | 猿渡    |
| 1979年 | 知立市立知立南小学校 | 猿渡    | 猿渡   | 猿渡    | 猿渡    | 知立南  |
| 1976年 | 知立市立八ツ田小学校 | 猿渡    | 猿渡   | 猿渡    | 八ツ田  | 八ツ田  |
| 1967年 | 知立市立知立東小学校 | 猿渡    | 知立東 | 知立東  | 知立東  | 知立東  |
| 1908年 | 知立市立来迎寺小学校 | 来迎寺  | 来迎寺 | 来迎寺  | 来迎寺  | 来迎寺  |

- 知立市立知立小学校
- 知立市立猿渡小学校
- 知立市立来迎寺小学校
- 知立市立知立東小学校
- 知立市立知立西小学校
- 知立市立八ツ田小学校
- 知立市立知立南小学校

### その他の学校
自動車学校
- 知立自動車学校

## 生活基盤
- 市外局番は、市内全域で0566（刈谷MA）が使用される。
  - 市内局番は、主に80番台を使用する。
- 車検証の住所（使用者）が本市の自動車には、三河ナンバーが交付される。

## 交通

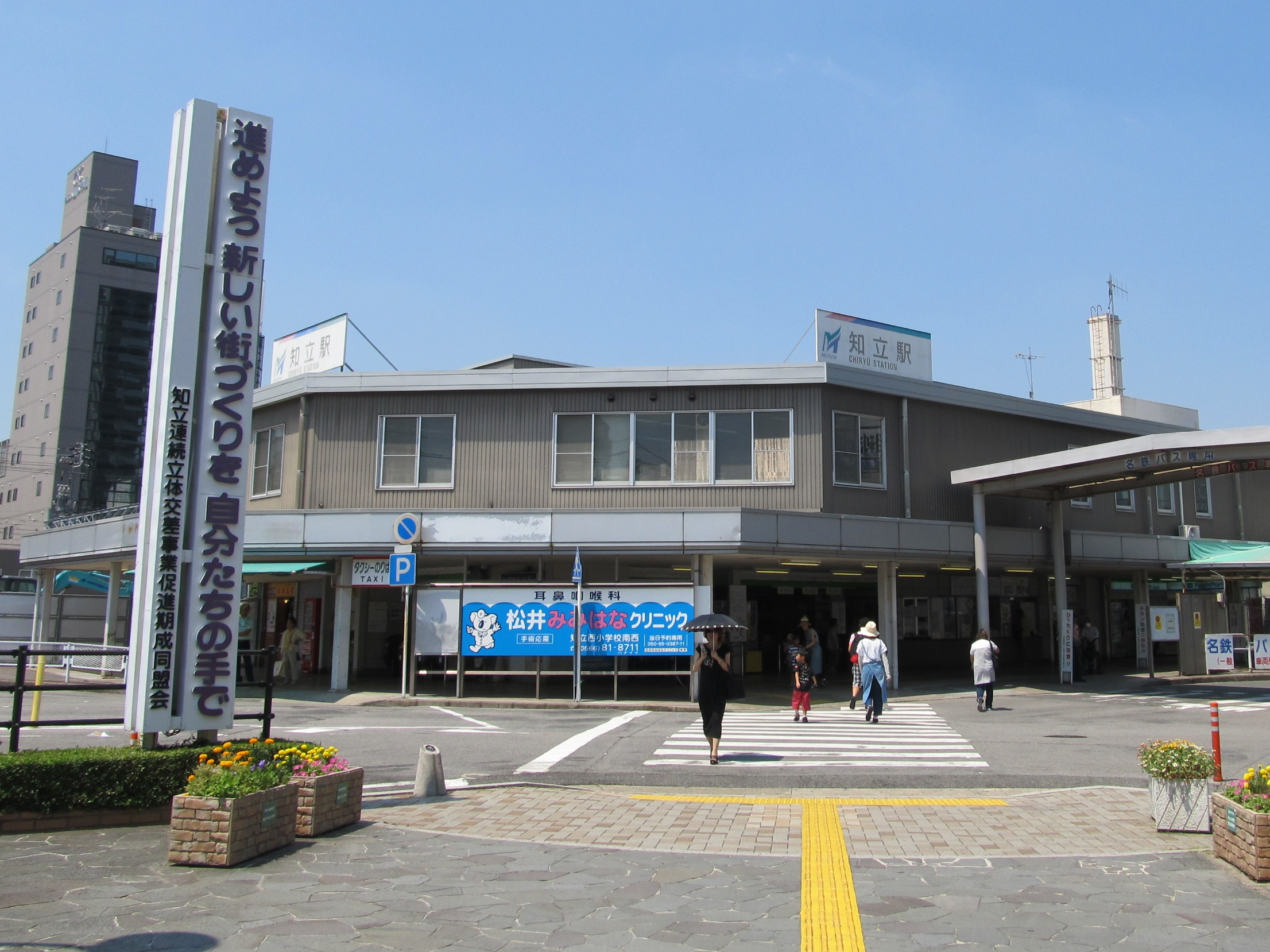
知立駅

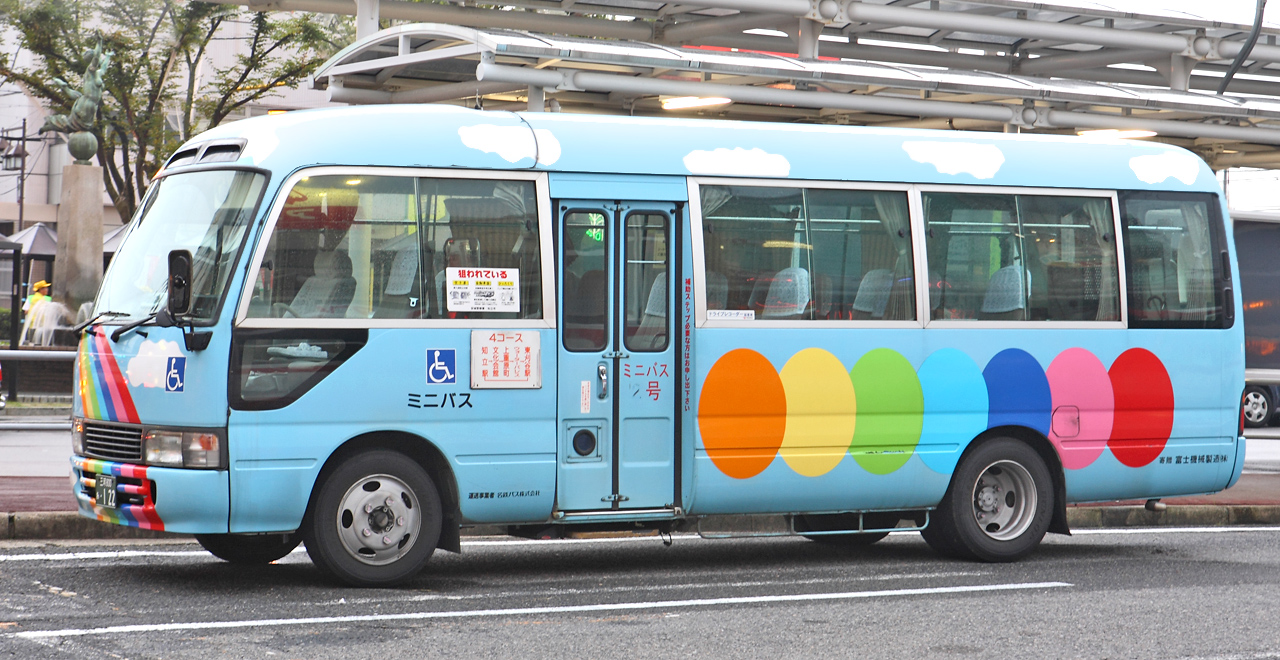
知立市コミュニティバス

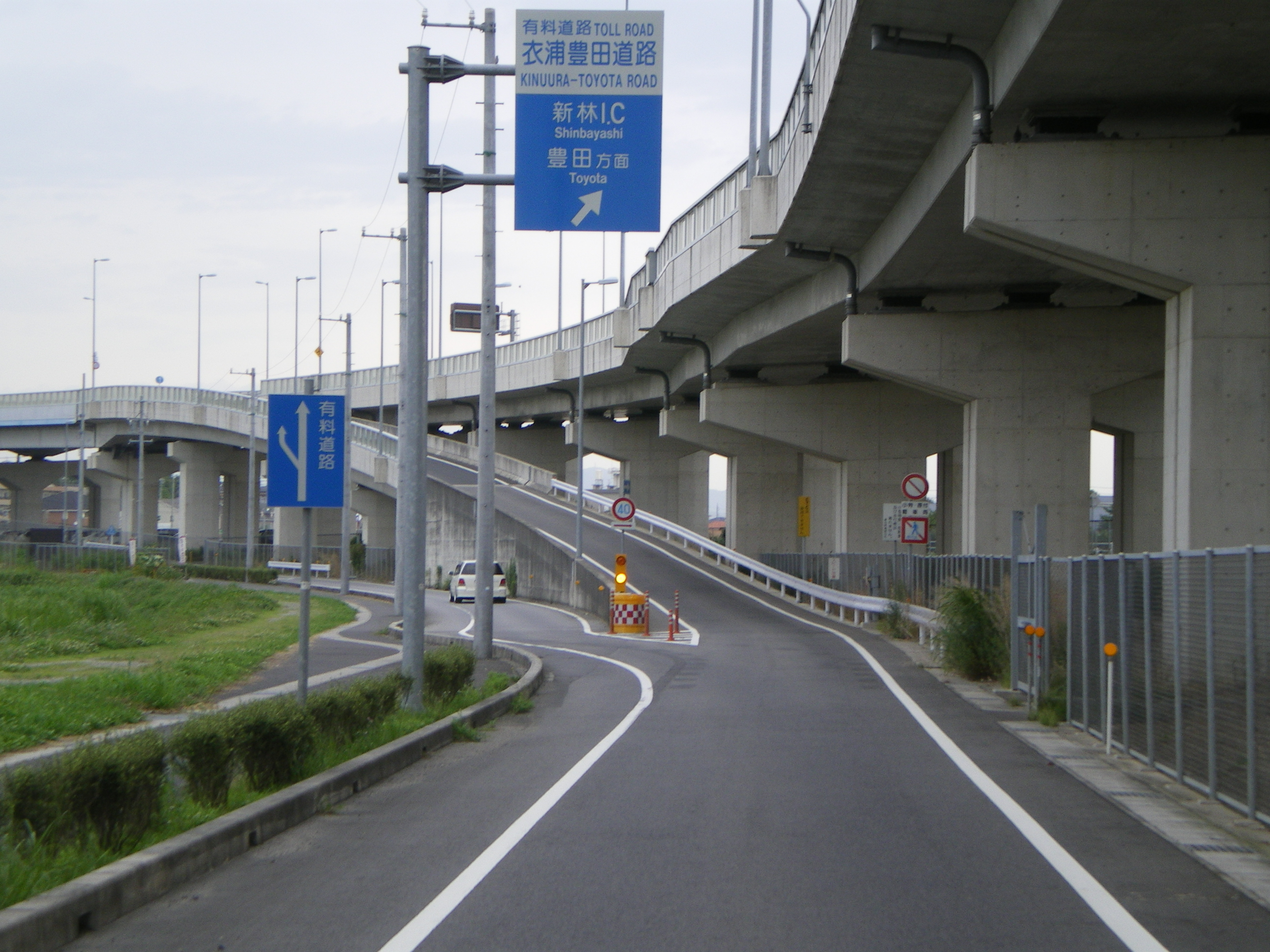
衣浦豊田道路 新林IC付近

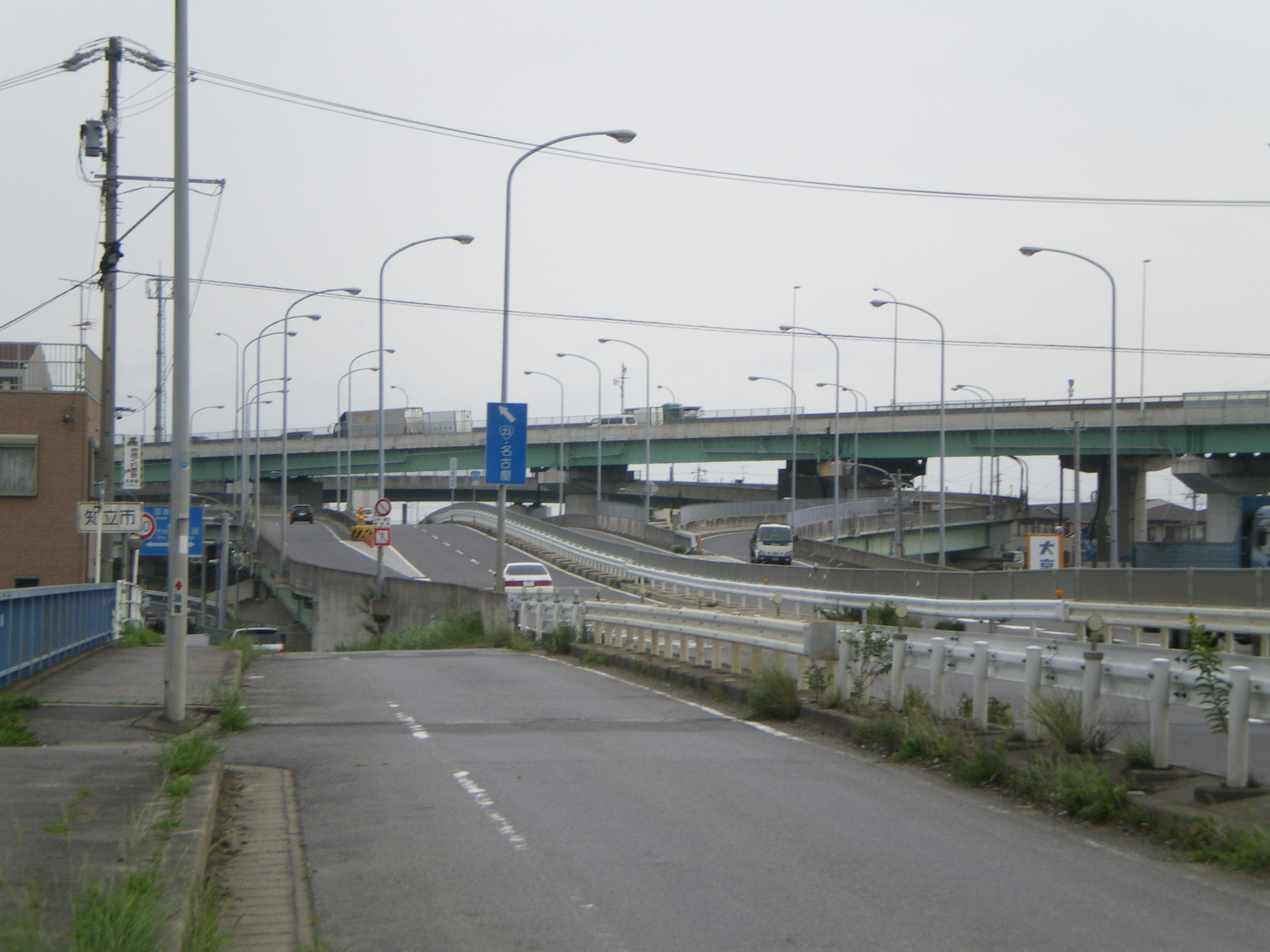
知立バイパス西中IC

市内には国道1号、国道23号（知立バイパス）、国道155号など幹線道路が通っている。しかし、主要道路以外の道路は比較的狭く、Y字路やT字路などの変則交差点が多い。
鉄道は、名鉄名古屋本線と名鉄三河線がそれぞれ通っており、知立駅で両線が交差する。現在、知立駅周辺の立体交差事業と三河線の複線化事業が進められているが、財政的な事情により豊田市に比べて進捗度が遅く、一部区間を除いて単線とする計画になっている。また、市内には東海道新幹線が走っているが、駅はない。（最寄の新幹線駅は名古屋駅または三河安城駅）

### 鉄道
市の中心となる駅：知立駅
名古屋鉄道（名鉄）
名古屋本線：（安城市） - 牛田駅 - 知立駅 - （刈谷市）
三河線：（豊田市） - 三河知立駅 - 知立駅 - 重原駅 - （刈谷市）
※ 三河八橋駅は豊田市にあるが、当市域にほど近い。
知立駅から名鉄名古屋駅までは快速特急または特急で約20分（神宮前駅（名古屋市熱田区）まで途中無停車）。豊橋方面においては、特急で東岡崎駅に約10分、豊橋駅に約30分。市南部の地域では刈谷市にあるJR東海道本線の野田新町駅や東刈谷駅も利用可能。

### バス
路線バス
- 名鉄バス - 名鉄バス知立営業所
  - 知立駅 - トヨタ車体前 - 愛知教育大前 - イオン三好店アイモール前・日進駅
  - 名鉄バスの路線は知立駅から北へ向かう愛教大線のみが残っている。
- 知立市コミュニティバス（ミニバス）
  - 一部は秋田病院や知立団地などを通るため、名鉄バスの廃止区間もカバーしている。
- 知多乗合
  - 中部国際空港行きリムジンバスが知立駅前から発着している。
- 知多シーガル号

### 道路
一般有料道路
衣浦豊田道路
- - 新林IC - 牛田IC - 八橋IC - （豊田市）

一般国道
国道1号
国道23号（知立バイパス）
- （刈谷市）- 西中IC - 上重原IC -（刈谷市）

国道155号
国道419号
主要地方道
- 愛知県道51号知立東浦線
- 愛知県道54号豊田知立線

一般県道
- 愛知県道284号宮上知立線
- 愛知県道285号安城八ツ田知立線
- 愛知県道298号安城知立線

## 観光

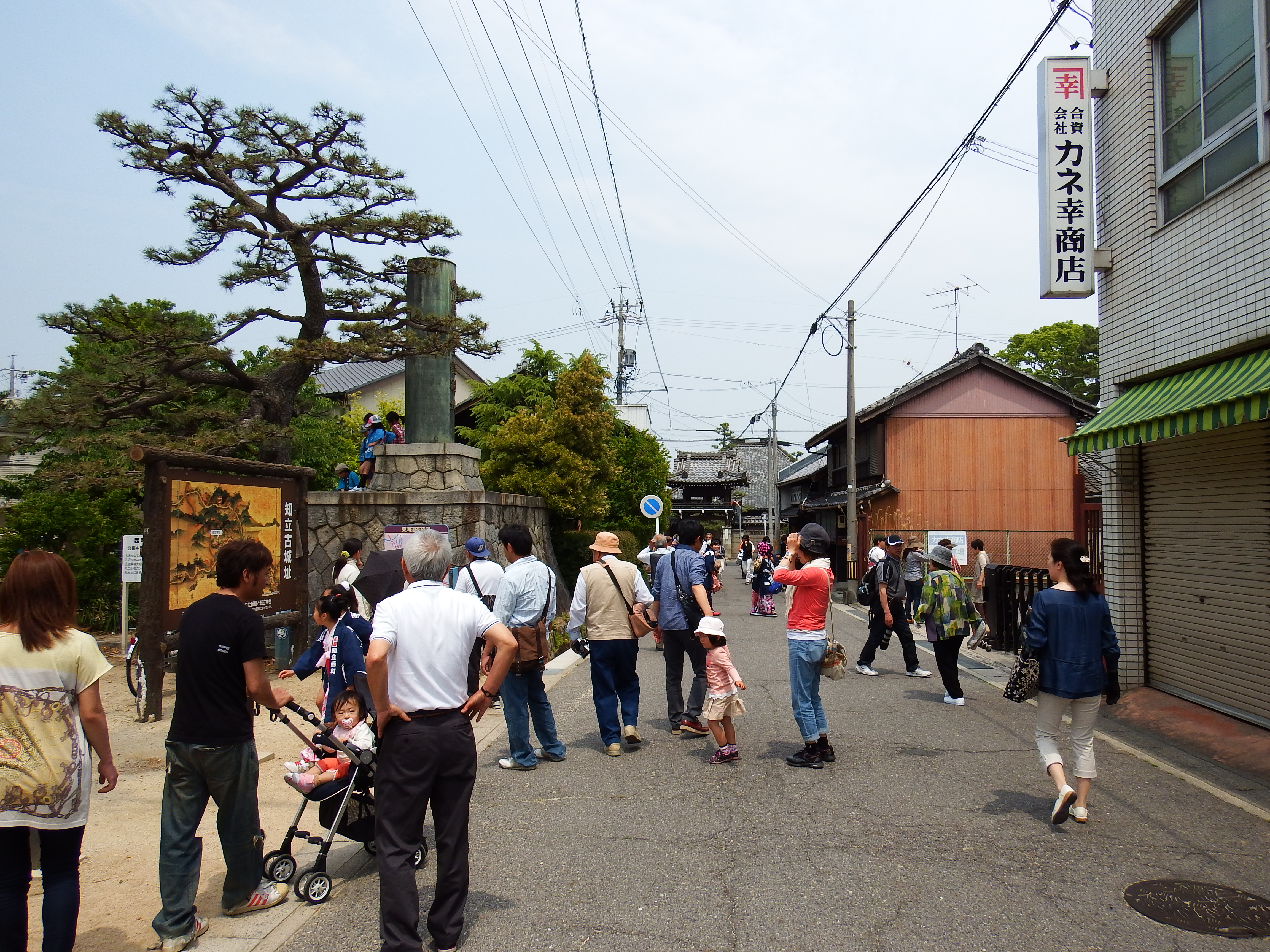
知立古城

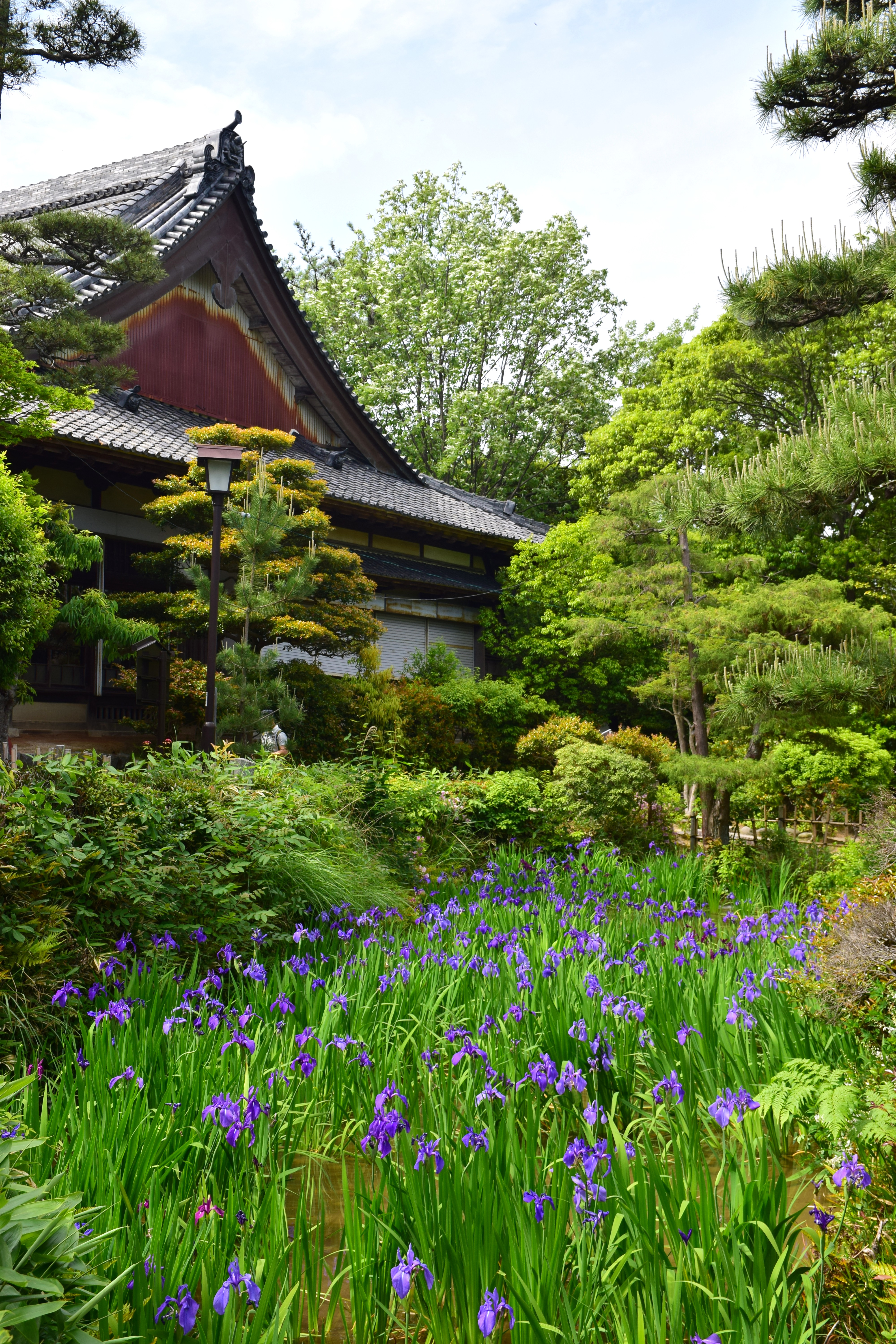
在原業平の故事に由来する無量寿寺かきつばた園

三河国二宮である知立神社

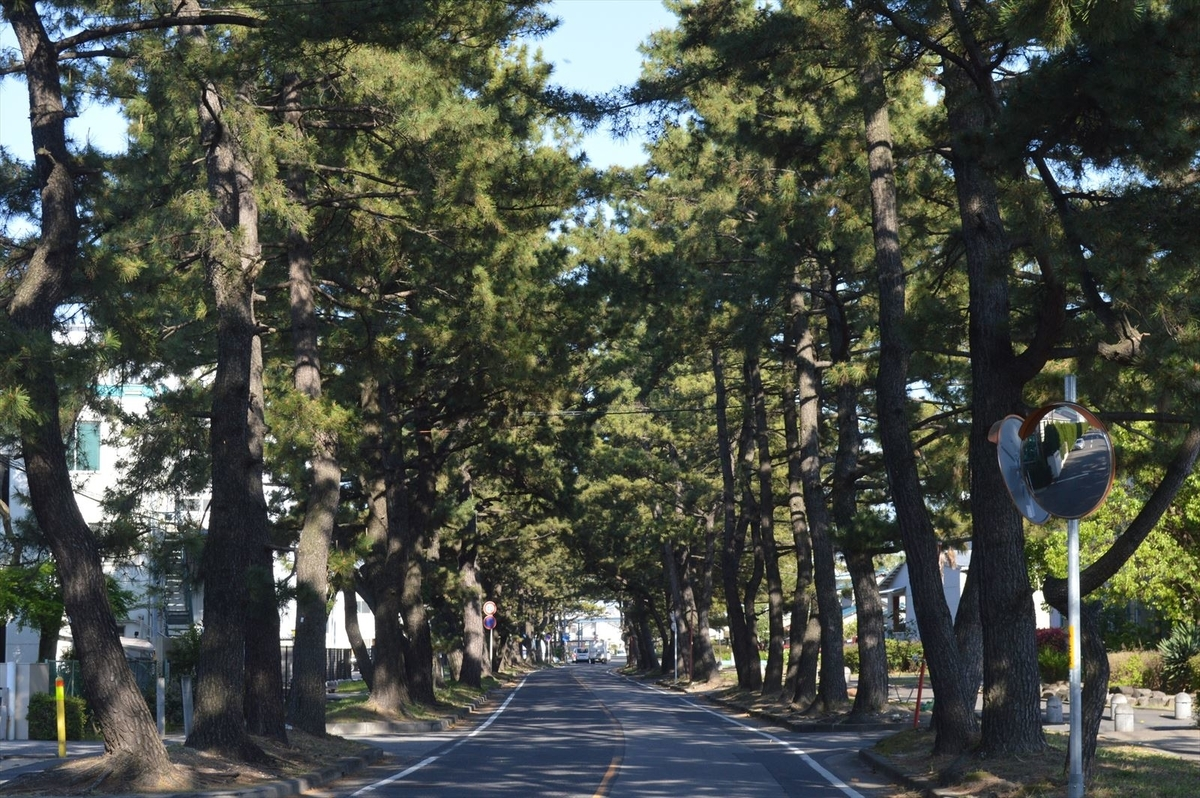
東海道松並木

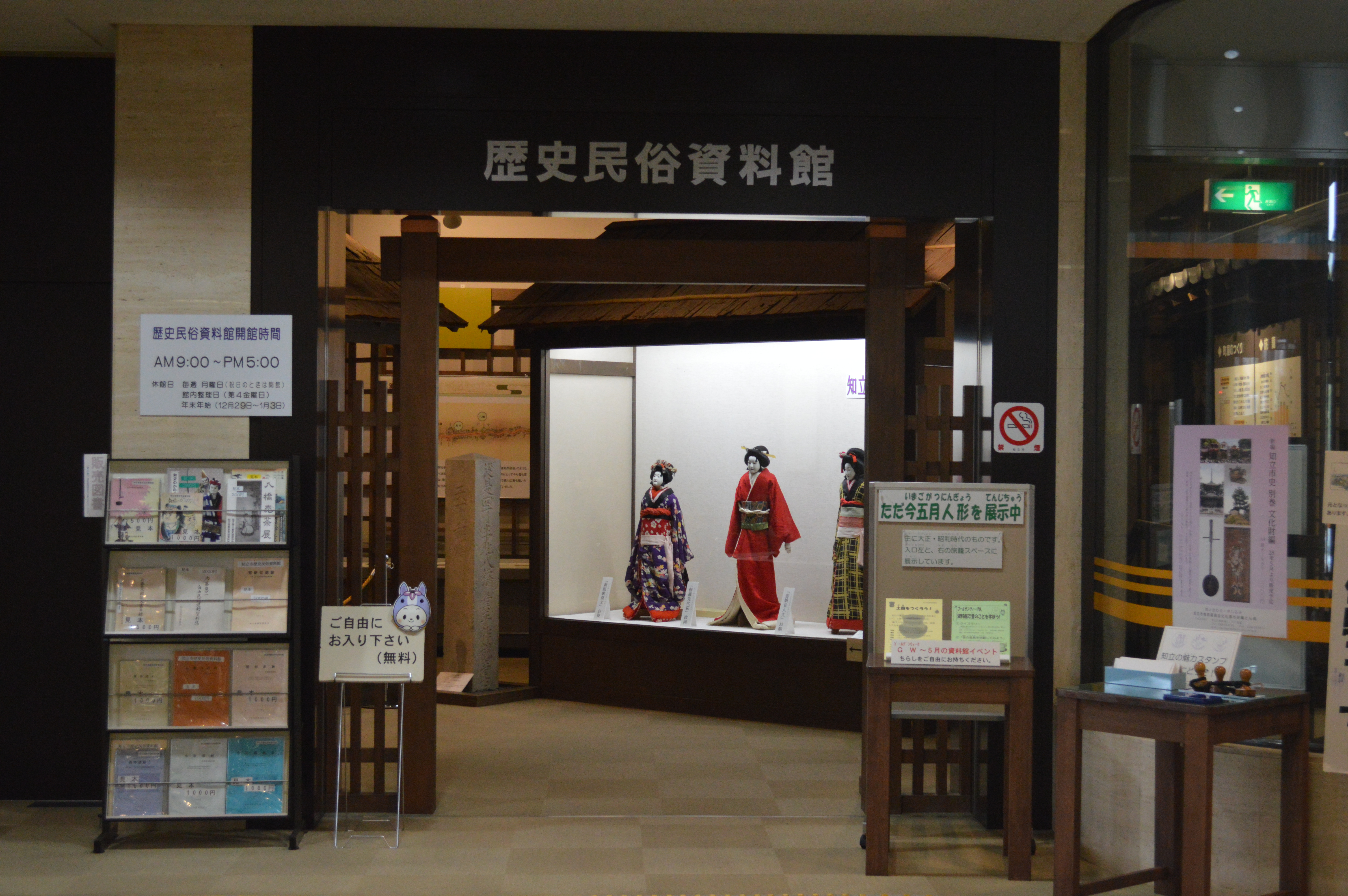
知立市歴史民俗資料館

### 名所・史跡
主な城郭
- 牛田城址
- 重原城 - 跡地に上重原町公民館がある。
- 知立古城跡 - 桶狭間の戦いで落城。知立市指定文化財。

主な寺院
- 源心寺
- 西教寺
- 在原寺
- 慈眼寺
- 順誓寺
- 浄教寺
- 称念寺
- 泉蔵寺
- 総持寺
- 知立毘沙門寺
- 遍照院 - 真言宗豊山派の寺院。三河三弘法一番札所。
- 法信寺
- 宝蔵寺
- 萬福寺 - 真宗大谷派の寺院。本堂・山門・鐘楼が登録有形文化財。樹齢500年以上のイブキが愛知県指定天然記念物。
- 無量寿寺 - 臨済宗妙心寺派の寺院。在原業平が詠んだ八橋にあり、江戸時代末期には八橋の風景を再現したカキツバタ園が造営された。

主な神社
- 知立神社 - 式内社。三河国二の宮。
- 豊受神社
- 御鍬神社
- 八劔社

主な団地
- 知立団地

宿場
- 東海道池鯉鮒宿
  - 来迎寺一里塚 - 旧東海道に設けられた一里塚。愛知県指定史跡。
  - 池鯉鮒大明神常夜燈
  - 馬市の跡 - 知立市指定文化財。
  - 知立松並木 - 知立市指定文化財。

街道
- 東海道
- 刈谷街道
- 西尾街道

### 観光スポット
主な公園
- 大流公園
- かきつ姫公園
- 草刈公園
- 源田谷公園
- 昭和6号公園
- 新地公園
- 知立公園

文化施設
- 知立市文化会館
- 知立市歴史民俗資料館
- 知立市八橋史跡保存館

## 文化

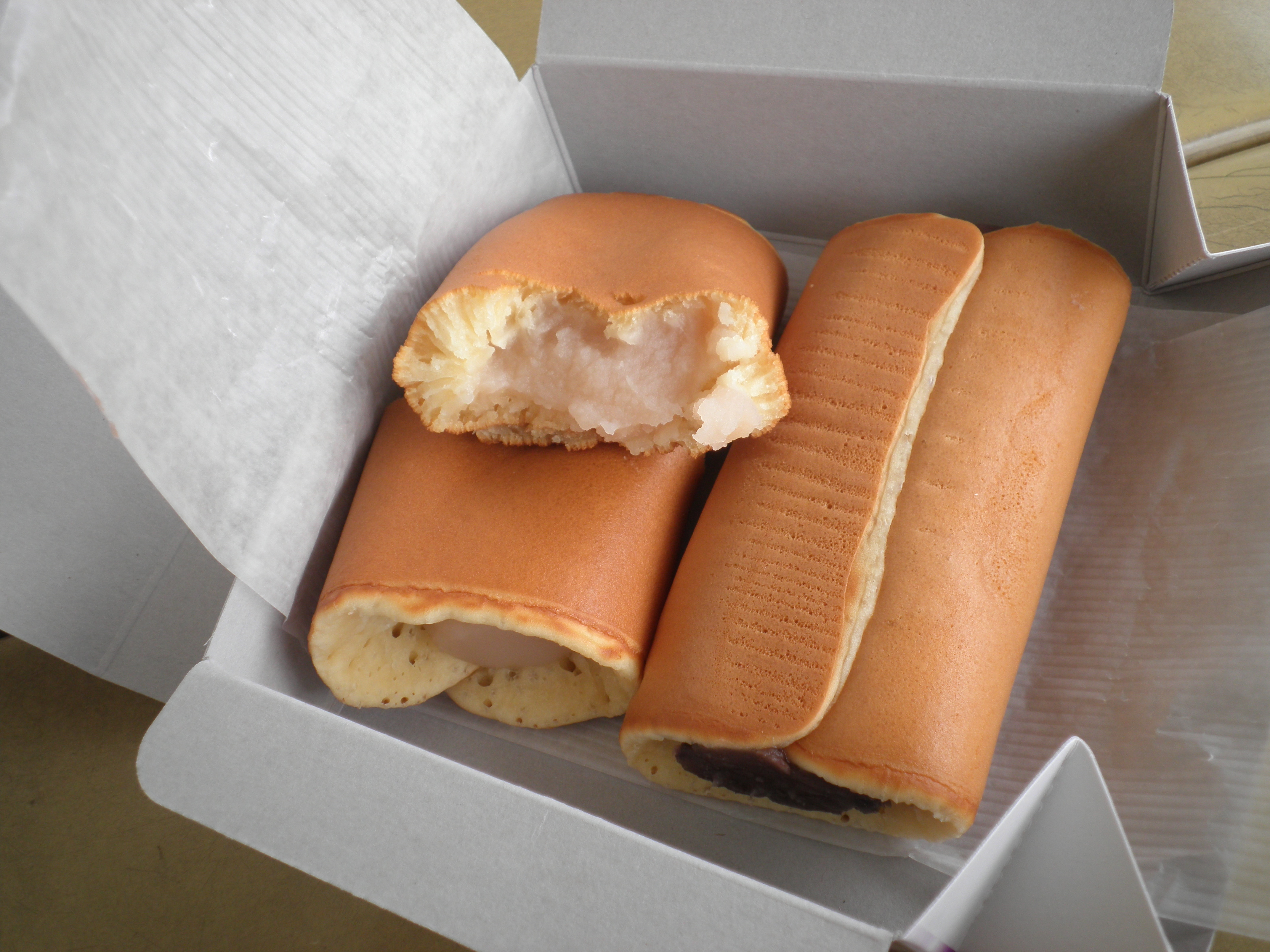
あんまき

### 祭事･催事
主な祭事
- 知立の山車文楽とからくり（重要無形民俗文化財、ユネスコ無形文化遺産山・鉾・屋台行事）

### 名物
- あんまき
- 仏壇（三河仏壇）

## 出身著名人

### 政財界
- 内藤魯一
- 鈴木政二（内閣官房副長官・参議院議員・元運輸政務次官・元愛知県議会議員・元知立市議会議員）

### スポーツ選手
- 鈴木久嗣（陸上競技選手・バルセロナオリンピック出場）
- 天凰山豊（大相撲力士）

### 芸能人・アナウンサー
- 二宮知美（アクビトモミ/歌手/プロデューサー/女優）
- 納見佳容（女優・元女子プロレスラー）
- 加藤智子（元SKE48）
- 北川綾巴 （元SKE48）
- 澤田実架（モデル・レースクイーン）
- 平野裕加里 (ローカルタレント、元CBCアナウンサー)

### 文化人
- 安藤ヨシヒロ（作曲家・元エレクトーンプレイヤー）
- ウノ・カマキリ（漫画家）
- 近藤浩章（作曲家）[26]
- 伊藤キム（振付家・ダンサー）
- おかざきみつき（漫画家・イラストレーター・ スクウェア・エニックス所属）[27]
- 黒柳能生(SOPHIA ベーシスト)

### その他
- 長勝院（別名:於万の方、福井藩初代藩主の結城秀康の生母）
- 岩田新（民法学者・東京商科大学（現一橋大学）名誉教授・元中央大学法学部教授）

## マスコットキャラクター
知立市のマスコットキャラクターとしてちりゅっぴがある。